# Berlin-Mitte

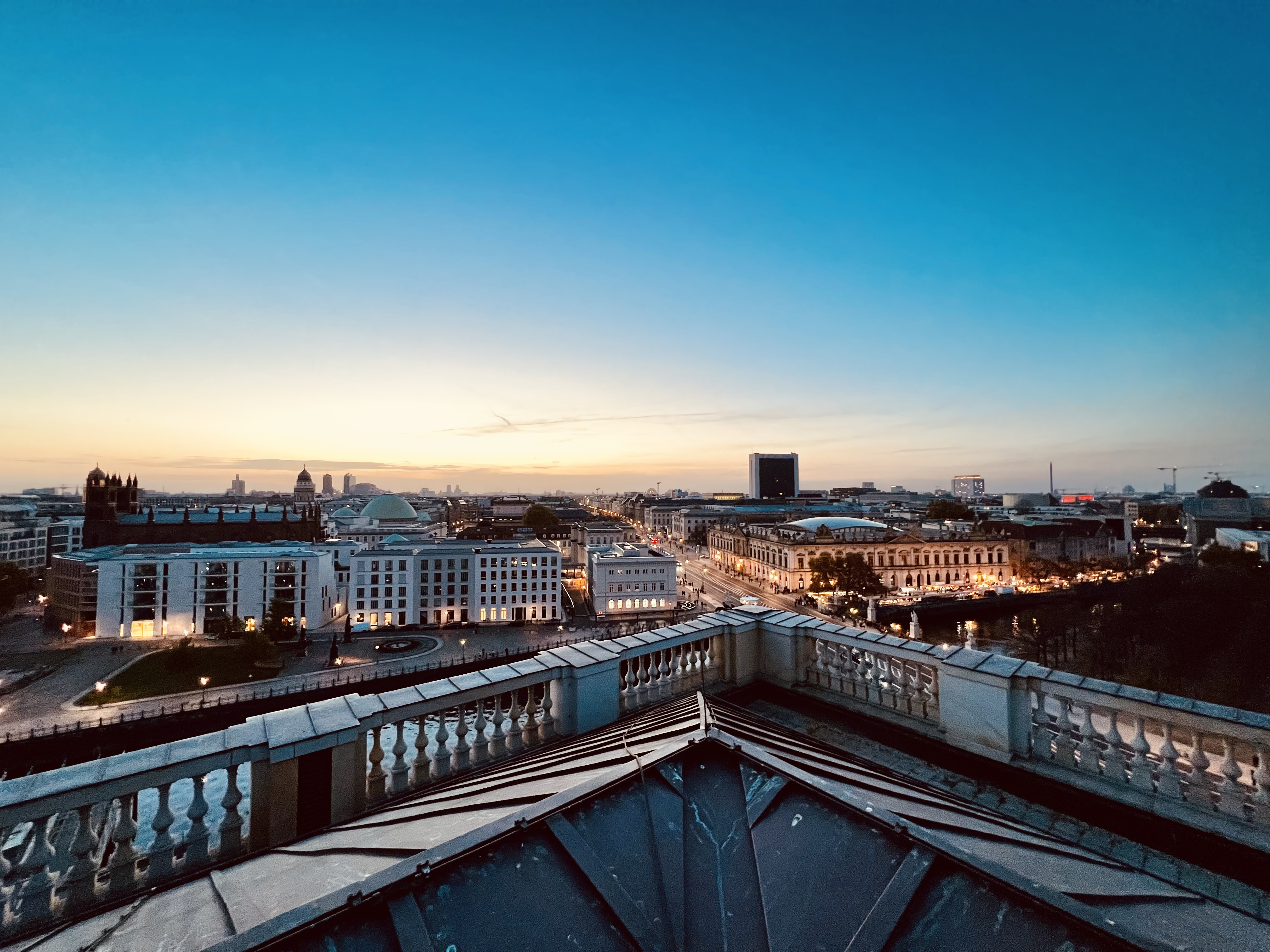
Blick auf Berlin-Mitte von der Dachterrasse des Humboldt Forums

Mitte ist ein Ortsteil des gleichnamigen Bezirks in Berlin und umfasst einen Teil der historischen Stadtteile. In ihm liegt die historische Mitte mit den ehemaligen Stadtkernen von Alt-Berlin und Alt-Kölln, dem Brandenburger Tor, der Straße Unter den Linden, der Humboldt-Universität zu Berlin, der Museumsinsel und dem Berliner Fernsehturm. In Mitte befinden sich zahlreiche Einrichtungen des Bundes, des Senates von Berlin im Roten Rathaus und das Abgeordnetenhaus von Berlin im Preußischen Landtag sowie zahlreiche Botschaften.
Bis zur Verwaltungsreform im Jahr 2001 war der Ortsteil ein eigener Bezirk. Dieser Bezirk Mitte wurde mit dem Bezirk Tiergarten und dem Bezirk Wedding zum neuen Bezirk Mitte von Berlin fusioniert. Die Ortsbezeichnung Mitte wird immer ohne Artikel verwendet, also „Ich wohne in Mitte“, „Wir fahren nach Mitte“. Im allgemeinen Sprachgebrauch ist damit meist der Ortsteil Mitte gemeint, nicht der neue, durch Fusion entstandene Bezirk Mitte.

## Lage
Der Ortsteil Mitte wurde 1920 als Bezirk gebildet. Er umfasst das Kerngebiet des alten Berlins. Lediglich die westliche Grenze deckt sich mit dem Verlauf der alten Zollmauer; dort liegt mit dem Brandenburger Tor das Zolltor nach Westen in Richtung der Stadt Brandenburg. Einige Ortsbezeichnungen, die auf weitere Stadttore der Zollmauer hinweisen, liegen heute in angrenzenden Ortsteilen, wie etwa das Kottbusser Tor und das Frankfurter Tor, die sich in Kreuzberg und in Friedrichshain befinden.

## Gliederung

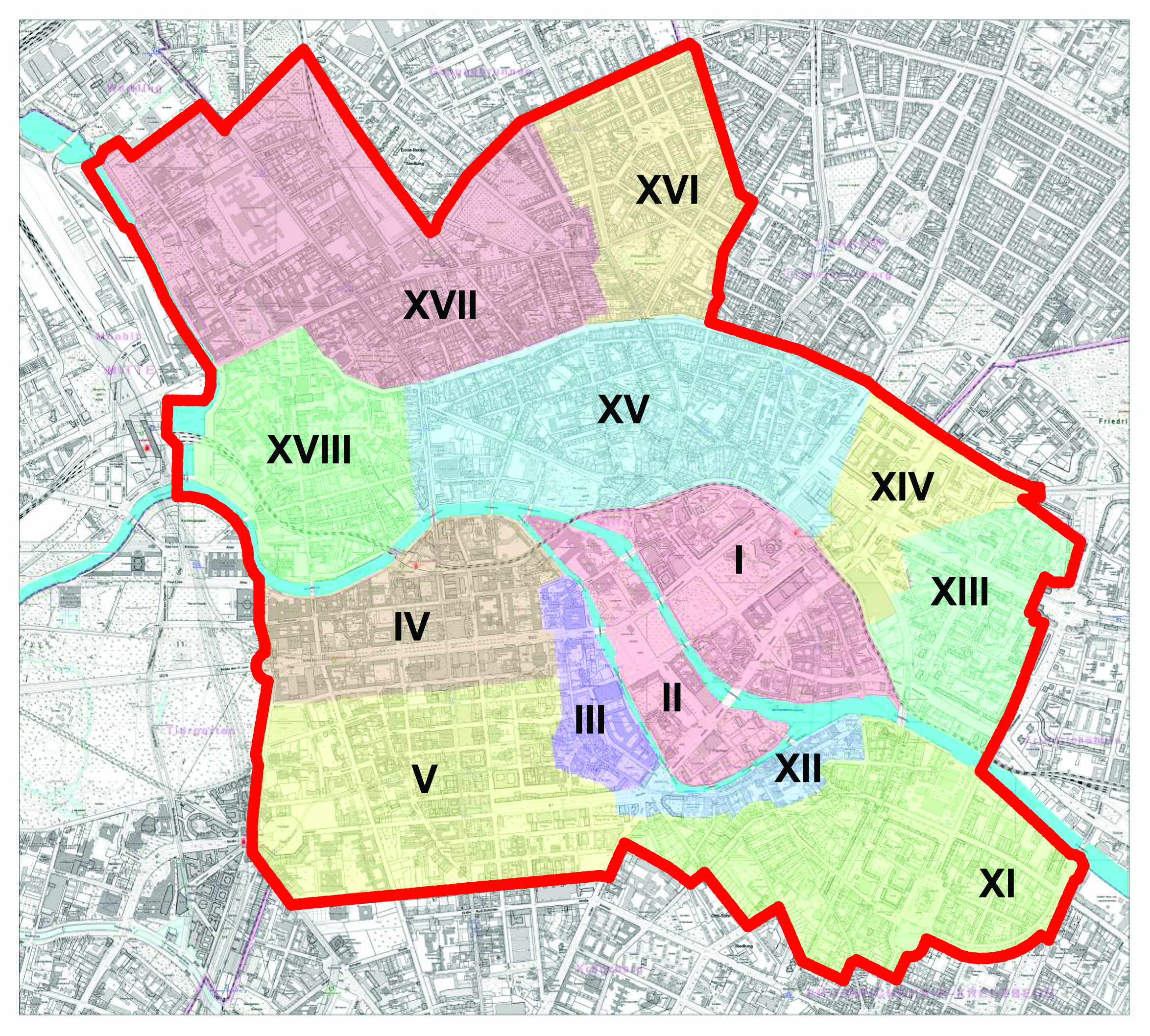
Historische Stadtteile in Berlin-Mitte

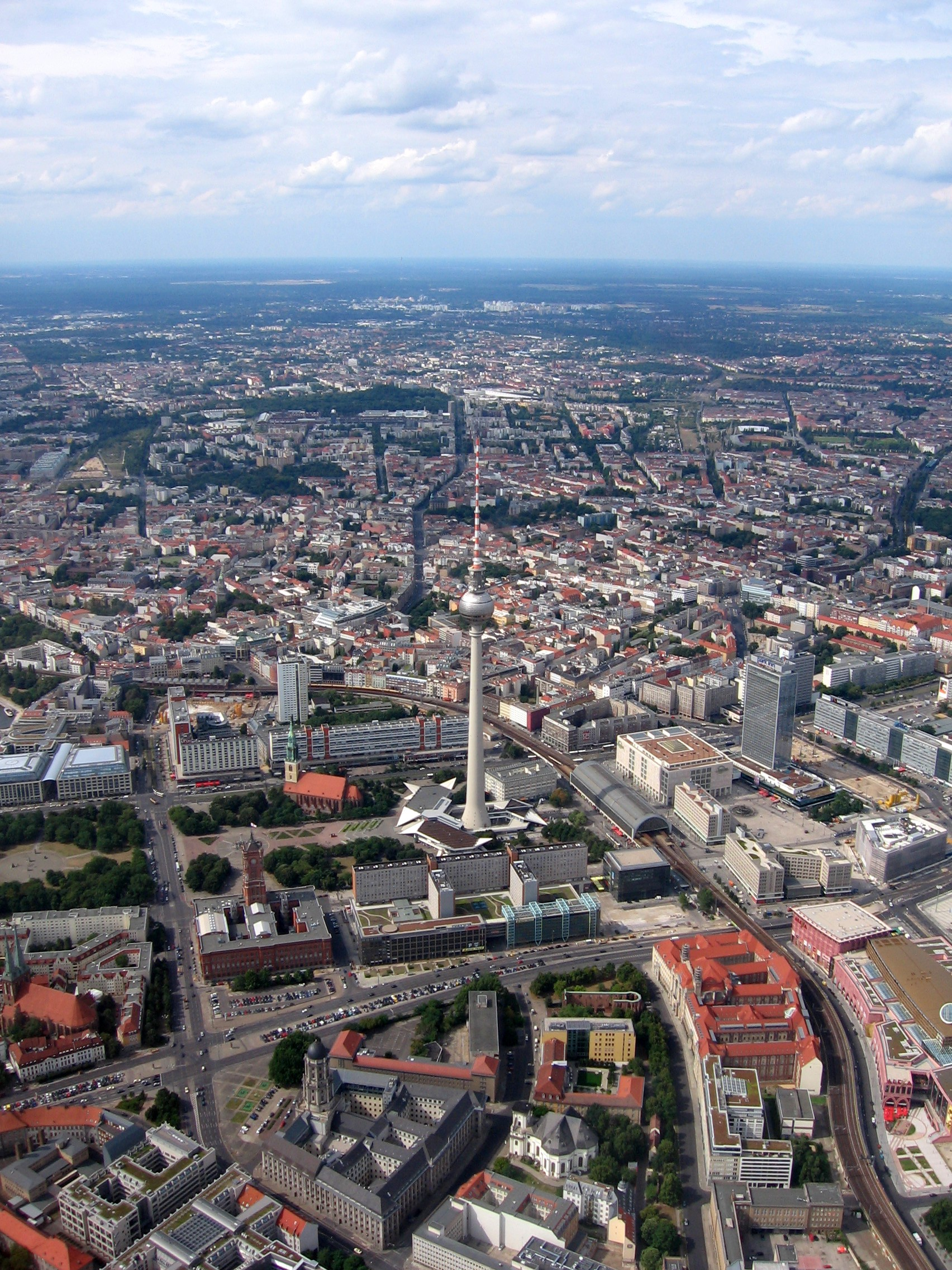
Bahnhof Alexanderplatz und umgebende Viertel im Luftbild, August 2008

Der Ortsteil Mitte gliedert sich in verschiedene Ortslagen.

### Historische Stadtteile
Eine formelle Einteilung in die historischen Stadtteile, wie sie bis 1920 bestand, geht auf die ehemalige Doppelstadt Berlin-Kölln und ihre Vorstädte zurück. Einige der historischen Stadtteile waren nicht auf Berlin-Mitte begrenzt, sondern erstreckten sich auch auf benachbarte Ortsteile. Die Grenzen und Bezeichnungen der historischen Stadtteile haben sich im Laufe der Zeit mehrfach verändert. Die Abbildung rechts zeigt die letzte amtlich gültige Einteilung von 1920.
I0000 Alt-Berlin

II0000Alt-Kölln

III000 Friedrichswerder

IV000 Dorotheenstadt

V0000Friedrichstadt (reicht bis nach Kreuzberg)

XI000 Luisenstadt (reicht bis nach Kreuzberg)

XII000Neu-Kölln

XIII00 Stralauer Vorstadt (reicht bis nach Friedrichshain)

XIV00 Königsstadt (reicht bis nach Prenzlauer Berg und Friedrichshain)

XV000Spandauer Vorstadt

XVI00 Rosenthaler Vorstadt (reicht bis nach Prenzlauer Berg und Gesundbrunnen)

XVII00Oranienburger Vorstadt (reicht bis nach Wedding und Gesundbrunnen)

XVIII0 Friedrich-Wilhelm-Stadt

### Statistische Gebiete und Verkehrszellen
Im Bereich des Ortsteils Mitte gibt es acht statistische Gebiete, die zum Teil auf den historischen Stadtteilen beruhen, aber auch einige dieser Stadtteile zusammenfassen. Diese sind unterteilt in 17 Verkehrszellen.
098 – Friedrich-Wilhelm-Stadt

0981 0 Friedrichstraße / Luisenstraße

0982 0 Luisenstraße / Hannoversche Straße

0983 0 Chausseestraße / Hannoversche Straße

0984 0 Invalidenstraße / Scharnhorststraße

099 – Oranienburger Vorstadt (einschließlich Rosenthaler Vorstadt)

0991 0 Invalidenstraße / Fehrbelliner Straße

0992 0 Pflugstraße / Julie-Wolfthorn-Straße

0993 0 Zionskirchplatz

100 – Spandauer Vorstadt

1001 0 Oranienburger Straße / Neue Schönhauser Straße

1002 0 Alte Schönhauser Straße / Torstraße

101 – Königsstadt (reicht bis zur Spree, also einschließlich Alt-Berlin)

1011 0 Rotes Rathaus / Molkenmarkt

1012 0 Alexanderplatz

102 – Dorotheenstadt (reicht bis zur Spree, also einschließlich Teile von Friedrichswerder und Museumsinsel)

1021 0 Unter den Linden / Friedrichstraße

103 – Friedrichstadt (reicht bis zur Spree, also einschließlich Teile von Friedrichswerder und Humboldtforum)

1032 0 Hausvogteiplatz

1033 0 Schloßplatz / Breitestraße

104 – Luisenstadt (einschließlich Neu-Kölln und Fischerinsel)

1041 0 Köpenicker Straße / Michaelkirchstraße

1042 0 Fischerinsel

105 – Stralauer Vorstadt

1051 0 Alexanderstraße / Mollstraße

### Lebensweltlich orientierte Räume
Die sogenannten Lebensweltlich orientierten Räume (LOR) sind im August 2006 per Senatsbeschluss als neue räumliche Grundlage für Planung, Prognose und Beobachtung demografischer und sozialer Entwicklungen in Berlin festgelegt worden. Im Bezirk Mitte gibt es vier Prognoseräume mit zehn Bezirksregionen:
0110 – Prognoseraum Zentrum

011001 – Tiergarten-Süd

011002 – Regierungsviertel

011003 – Alexanderplatz

011004 – Brunnenstraße Süd

0120 – Prognoseraum Moabit

012005 – Moabit-Ost

012006 – Moabit-West

0130 – Prognoseraum Gesundbrunnen

013007 – Osloer Straße

013008 – Brunnenstraße Nord

0140 – Prognoseraum Wedding

014009 – Parkviertel

014010 – Wedding-Zentrum

## Geschichte der historischen Stadtgebiete

Wappen des ehemaligen Bezirks Mitte (1995–2000)

### Norden: Spandauer Vorstadt, Oranienburger Vorstadt und Rosenthaler Vorstadt

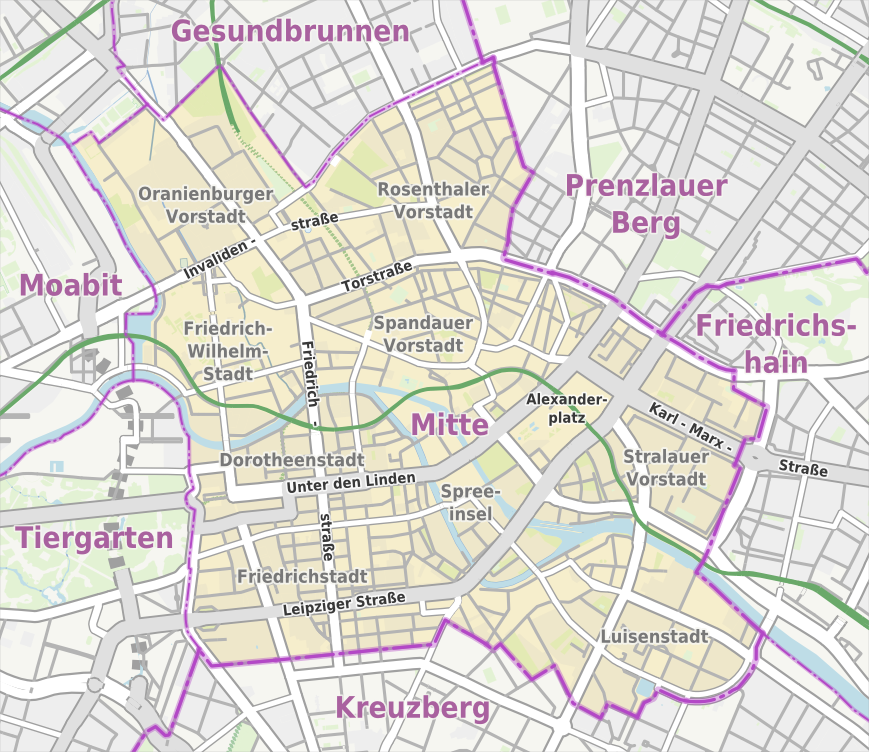
Ortsteil Mitte mit den historischen Stadtvierteln

Der Norden des Ortsteils ist nach wie vor geprägt von dichter Vorkriegsbebauung. Vor allem die Spandauer Vorstadt, die Oranienburger Vorstadt und die Rosenthaler Vorstadt haben nach der politischen Wende einen starken Gentrifizierungsprozess durchlebt. Aktuell sind die meisten Altbauten in dieser Gegend saniert und die Gegend ist geprägt von Gastronomie und Einzelhandel.
Die Oranienburger Straße ist eine überregional beliebte Ausgehmeile mit zahlreichen Bars und Restaurants, während die Gegend um den Rosenthaler Platz mit den Hackeschen Höfen, der Rosenthaler Straße, Weinmeister Straße und Neue-Schönhauser Straße durch gehobenen Einzelhandel geprägt ist.

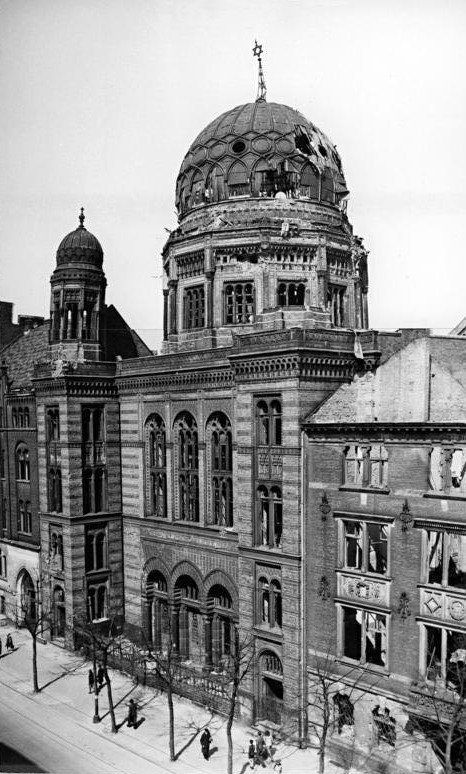
Neue Synagoge mit Kriegsschäden, 1948

Vor der Shoah lebten hier viele Juden, nachdem 1737 Friedrich Wilhelm I. allen jüdischen Bürgern Berlins ohne eigenen Grund und Boden befohlen hatte, sich hier anzusiedeln. Im 19. Jahrhundert kamen jüdische Zuwanderer aus Osteuropa hinzu, die hier eine große jüdische Gemeinde vorfanden. Besonders hervorzuheben ist die Neue Synagoge von 1866, die mit ihrer Goldenen Kuppel eine markante Landschaftsmarke der Gegend darstellt. Während der Novemberpogrome, durch die Bombardierung Berlins im Zweiten Weltkrieg und anschließende Vernachlässigung von Seiten der DDR-Regierung (kaum ein Gemeindemitglied hatte den Holocaust überlebt) hatte das Gebäude zwar großen Schaden genommen, konnte jedoch nach der politischen Wende wiederhergestellt und 1995 eröffnet werden.
Vor dem Zweiten Weltkrieg befand sich in der Spandauer Vorstadt das Schloss Monbijou, die traditionelle Residenz der preußischen Königinnen. Nach dem Ende der Monarchie befand sich in seinen Räumen ein Hohenzollernmuseum. Das Schloss überstand den Krieg mit schweren Schäden, wurde jedoch nicht wieder aufgebaut, sondern 1959 aus ideologischen Gründen auf Anordnung des Ost-Berliner Magistrats abgerissen.

### Osten: Alt-Berlin, Alt-Kölln, Friedrichswerder, Königsstadt und Stralauer Vorstadt

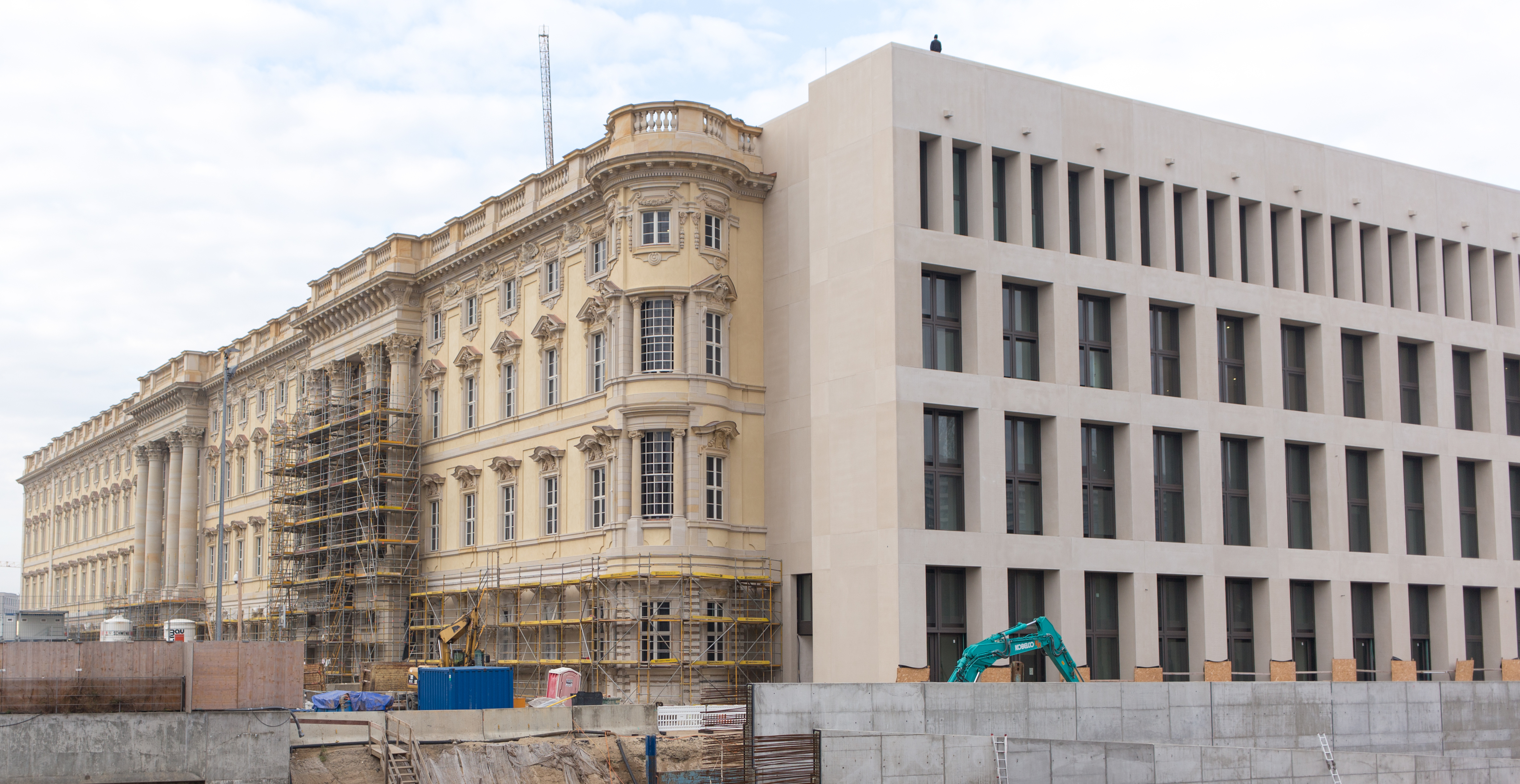
Wiederaufbau des Berliner Stadtschlosses als Humboldt Forum, 2018

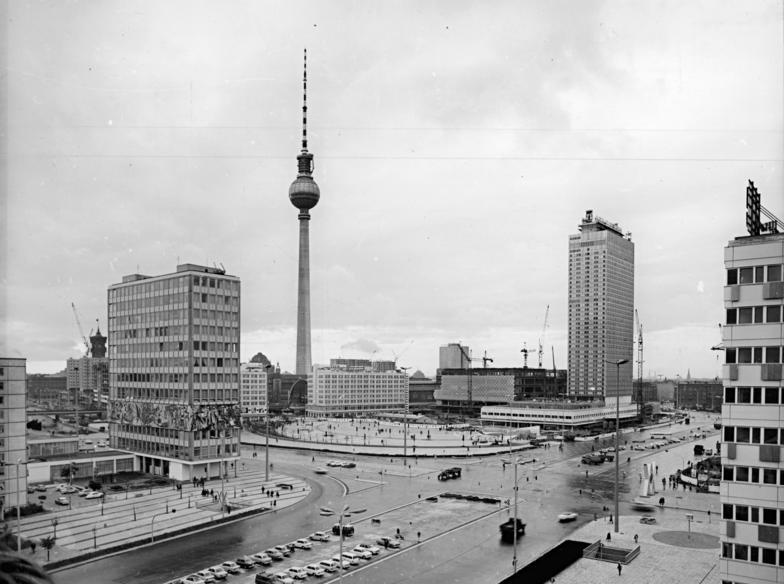
Die sozialistische Stadtplanung in Ost-Berlin bestimmte den Wiederaufbau am Alexanderplatz

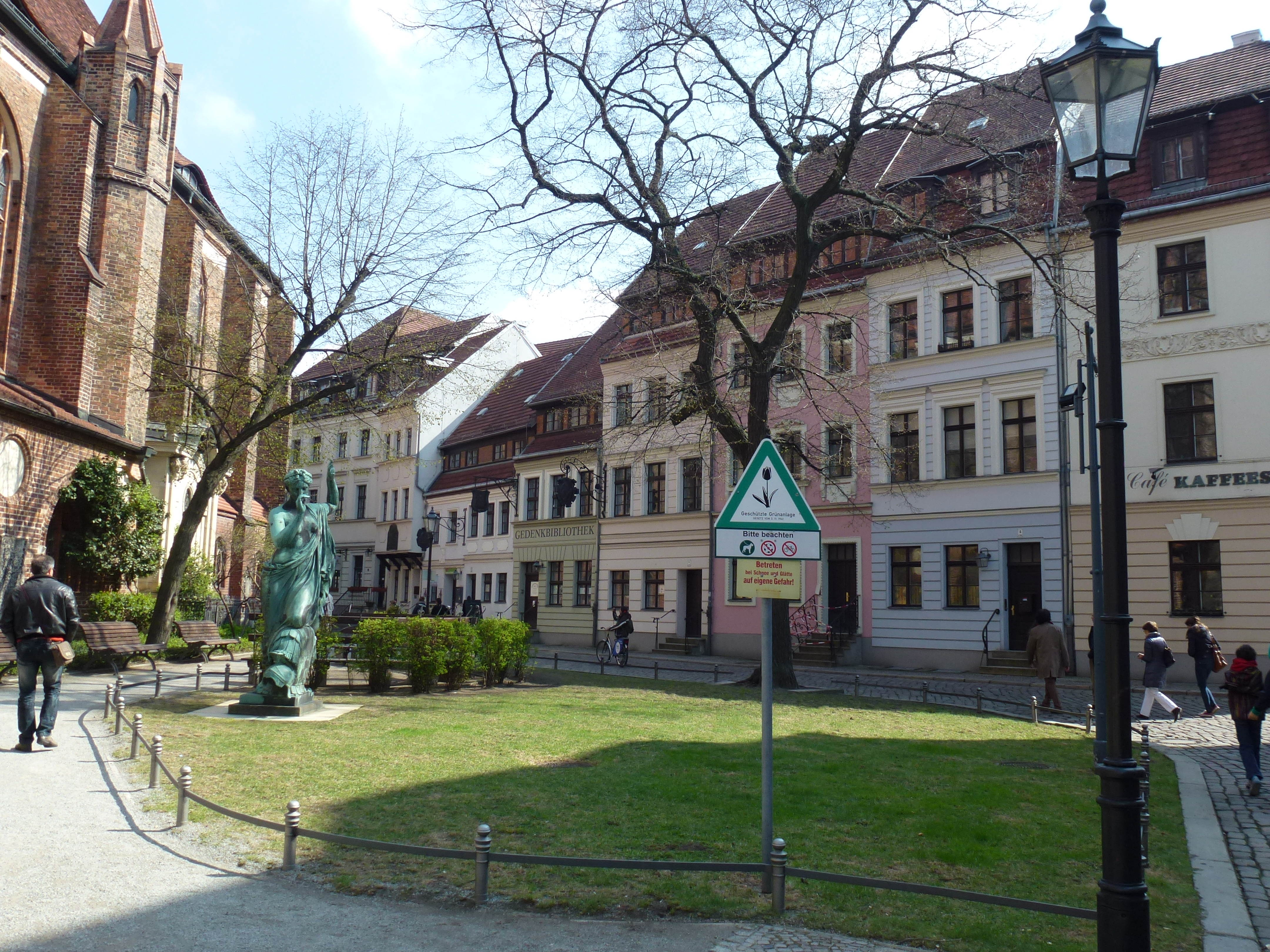
Nikolaiviertel

Berlin entstand als Doppelstadt Berlin-Kölln am Spreeübergang, dem heutigen Mühlendamm. Durch das Stapelrecht bzw. Marktrecht mussten alle auf der Spree transportierten Waren auf dem Berliner Molkenmarkt bzw. dem Köllnischen Fischmarkt angeboten werden. Die Städte blühten auf und waren auch Mitglied der Hanse.
Die beiden Spreearme sind heute stark umbaut, auf der Insel steht heute im Norden die Museumsinsel mit dem Berliner Dom, dem Lustgarten und den wichtigsten Museen der Hauptstadt.
In der Mitte befanden sich früher das Berliner Stadtschloss (1950 gesprengt und abgetragen) und am selben Ort seit 1976 der Palast der Republik, dessen Abriss im Jahr 2009 beendet wurde. Von 2012 bis 2020 wurde an dieser Stelle das Humboldt Forum mit der historisierenden Fassade des zerstörten Schlosses errichtet. Es beherbergt die Sammlungen außereuropäischer Kunst der Stiftung Preußischer Kulturbesitz.
Die Friedrichswerdersche Kirche beherbergte bis 2012 ein Schinkelmuseum. Durch die Errichtung weiterer Bauprojekte in direkter Nähe zur Kirche, kam es jedoch zu Schäden im Fundament des Gebäudes und das Museum musste geschlossen, die Figuren Schinkels ausgelagert werden.
In unmittelbarer Nähe stand vor ihrer Zerstörung im Verlauf des Zweiten Weltkriegs die Berliner Bauakademie, deren Gebäude ebenfalls von Karl-Friedrich Schinkel entworfen worden war. Ein Wiederaufbau der Bauakademie ist seit langem geplant und wird für das Jahr 2020/21 angestrebt.
Am Ostufer der Spree, wo sich einst das dicht bebaute Alt-Berlin befand, breitet sich heute ein großer Platz mit dem Fernsehturm hin zum Alexanderplatz. Von der alten Bebauung des Viertels ist nach dem Krieg und der DDR-Stadtplanung der 1950er und 1960er Jahre nur die Marienkirche erhalten geblieben.
Nahe dem Molkenmarkt steht das Rote Rathaus und das Nikolaiviertel mit der ältesten Kirche Berlins. Das Viertel an der Nikolaikirche wurde im Verlauf des Zweiten Weltkriegs stark zerstört. 1987 entstand hier anlässlich der 750-Jahr-Feier Berlins ein neues Wohngebiet aus Plattenbauten und rekonstruierten Wohnhäusern das den Namen Nikolaiviertel erhielt.
Alt-Kölln hatte als Stadtviertel im Zweiten Weltkrieg vergleichsweise kaum Schaden genommen, jedoch wurde die historische Bebauung in den Nachkriegsjahren von der DDR-Regierung abgebrochen. Im Bereich der Brüderstraße entstanden Apartmenthäuser in Plattenbauweise und südlich der Gertraudenstraße wurde das Wohngebiet Fischerinsel errichtet, dessen Hochhäuser bis heute diesen Teil der alten Mitte markant prägen.
Anstelle der 1964 abgerissenen Petrikirche soll bis 2018 das House of One entstehen, ein Gotteshaus, das drei der großen Weltreligionen Judentum, Christentum und Islam gleichberechtigt als Synagoge, Kirche und Moschee in einem Gebäude vereint.
In der Königsstadt und der Stralauer Vorstadt nördlich und östlich des Alexanderplatzes wurden nach dem Zweiten Weltkrieg ebenfalls Wohnsiedlungen in Plattenbauweise errichtet, die sich zum Teil bis in den Ortsteil Friedrichshain hineinziehen.

### Süden: Neu-Kölln und Luisenstadt
Die südlichen Ortslagen Luisenstadt und Neu-Kölln (auch Neukölln am Wasser) in Mitte erlebten im Verlauf des Zweiten Weltkriegs ebenfalls starke Zerstörungen. Der südliche Teil der Luisenstadt kam nach Bildung von Groß-Berlin im Jahr 1920 zum Bezirk Kreuzberg und lag dadurch nach der deutschen Teilung im ehemaligen West-Berlin.

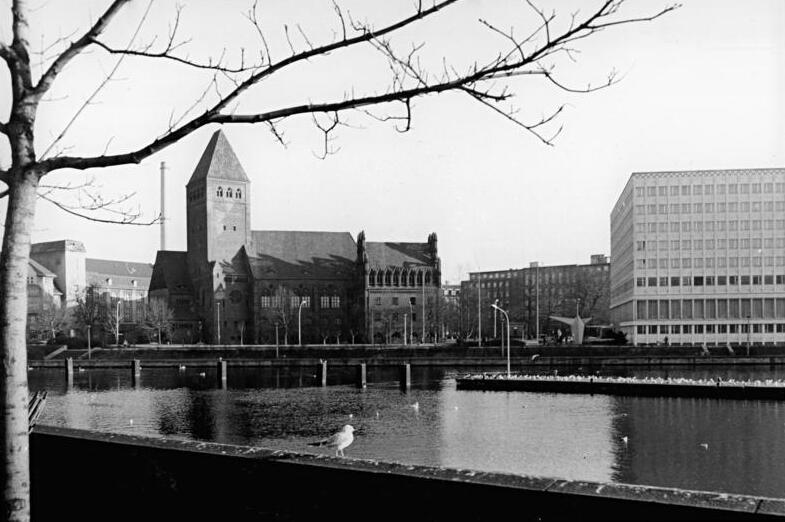
Märkisches Museum, 1973

Das Märkische Museum in Neu-Kölln erzählt die Geschichte der Stadt Berlin. Im angrenzenden Köllnischen Park befindet sich der Bärenzwinger, in dem seit 1939 Bären als Berliner Wappentiere gehalten wurde. Seit dem Tod der letzten Bärin Schnute im Oktober 2015 ist der Zwinger unbesetzt.
Der zu Mitte gehörende Teil der Luisenstadt um die Jannowitzbrücke ist geprägt von Wohnblöcken des Heinrich-Heine-Viertels und Industrie.
Am südlichen Ende der Heinrich-Heine-Straße befand sich während der deutschen Teilung ein Grenzübergang zum – im ehemaligen West-Berlin gelegenen – Bezirk Kreuzberg.
Historische Bebauung blieb in der Luisenstadt vereinzelt im Bereich um das Engelbecken erhalten. Mittelpunkt des symmetrischen Areals bildet die Sankt-Michael-Kirche, die während der letzten Kriegstage schweren Schaden nahm und als Ruine erhalten blieb. Bis heute wird der unzerstörte Chor von der Gemeinde als Kirche genutzt.
Durch die deutsche Wiedervereinigung ist die Symmetrie des Ensembles zwischen dem Wassertorplatz auf West-Berliner Seite und dem Engelbecken auf Ost-Berliner Seite mit der Sichtachse der Gartenanlage Luisenstädter Kanal auf die Sankt-Michael-Kirche wiederhergestellt.

### Westen: Dorotheenstadt, Friedrichstadt und Friedrich-Wilhelm-Stadt

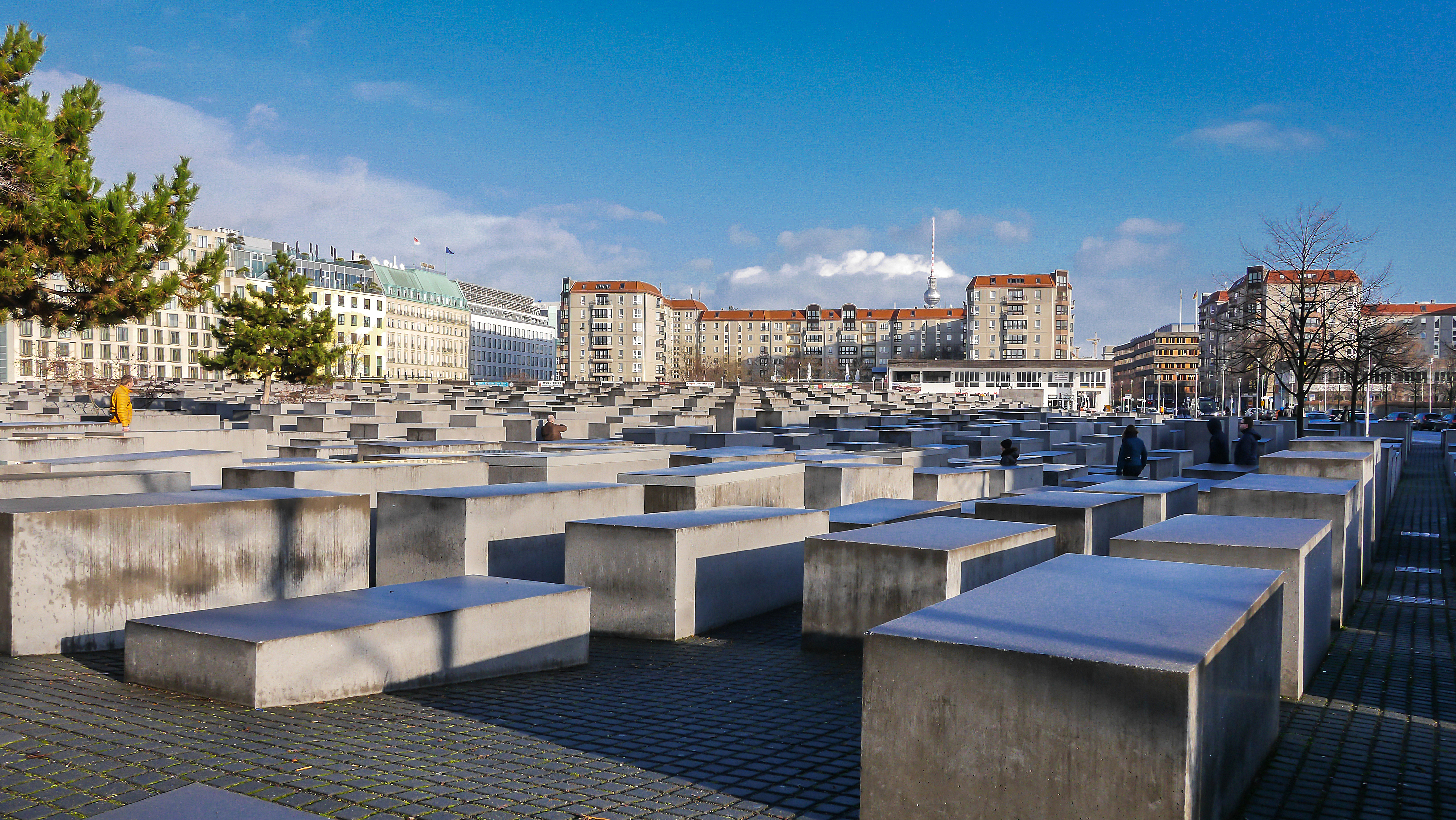
Denkmal für die ermordeten Juden Europas

In der Dorotheenstadt, in Umgebung des Boulevard Unter den Linden, wurden die meisten kulturhistorisch relevanten Gebäude schon während der DDR-Zeit zumindest äußerlich wiederhergestellt. Eine Ausnahme ist der Pariser Platz, der nach den Aufräumarbeiten der Nachkriegszeit bis nach der politischen Wende unbebaut blieb. Vom Brandenburger Tor abgesehen hatte hier kein Bauwerk den Krieg überstanden.
In unmittelbarer Nähe des Brandenburger Tores und unweit des Areals, wo sich einst Hitlers Neue Reichskanzlei befand, entstand bis 2005 das Denkmal für die ermordeten Juden Europas, das an den millionenfachen Völkermord an den europäischen Juden durch Nazideutschland erinnern soll. Im benachbarten Ortsteil Tiergarten erinnern außerdem weitere Gedenkstätten an die Opfer des Nationalsozialismus in Deutschland, namentlich der Gedenk- und Informationsort für die Opfer der nationalsozialistischen „Euthanasie“-Morde, das Denkmal für die im Nationalsozialismus verfolgten Homosexuellen und das Denkmal für die im Nationalsozialismus ermordeten Sinti und Roma Europas.
In der Friedrichstadt wurde der Gendarmenmarkt, einst angelegt nach italienischem Vorbild, in den 1980er Jahren wiederhergestellt, nachdem die Ruinen des Platzes über Jahrzehnte brachgelegen hatten. Während der SED-Diktatur wurde der Platz 1950 in Platz der Akademie umbenannt, bis er 1991 nach der deutschen Wiedervereinigung seinen alten Namen zurückerhielt.
Auch in der Friedrich-Wilhelm-Stadt blieben zahlreiche Straßenzüge vom Zweiten Weltkrieg verschont. Bis heute befinden sich hier alteingesessene Institutionen, wie die Charité, das Deutsche Theater, das Theater am Schiffbauerdamm und der Friedrichstadt-Palast.

## Bevölkerung
| Jahr | Einwohner |
| ---- | --------- |
| 1925 | 295.837   |
| 1933 | 266.137   |
| 1939 | 263.555   |
| 1946 | 124.921   |
| 1950 | 124.017   |
| 1955 | 109.400   |
| 1960 | 094.940   |
| 1965 | 086.835   |
| 1970 | 087.753   |
| 1975 | 092.594   |
| 1980 | 089.975   |
| 1985 | 080.355   |

| Jahr | Einwohner |
| ---- | --------- |
| 1990 | 079.890   |
| 2000 | 073.352   |
| 2007 | 078.870   |
| 2010 | 079.496   |
| 2015 | 091.028   |
| 2020 | 102.338   |
| 2021 | 104.181   |
| 2022 | 107.444   |
| 2023 | 107.875   |
| 2024 | 108.254   |

Quelle ab 2007: Statistischer Bericht A I 5. Einwohnerregisterstatistik Berlin. Bestand – Grunddaten. 31. Dezember. Amt für Statistik Berlin-Brandenburg (jeweilige Jahre)

## Bezirksbürgermeister von 1920 bis 2000
Nachfolgend die Bezirksbürgermeister von Mitte zwischen der Gründung von Groß-Berlin im Jahr 1920 und der Verwaltungsreform von 2001. In diesem Zeitraum war der heutige Ortsteil Mitte ein Bezirk mit derselben Ausdehnung.
| Zeitraum                 | Name                 | Partei                          |
| ------------------------ | -------------------- | ------------------------------- |
| 1921–1930                | Fritz Schneider      | SPD                             |
| 1931 bis Feb. 1933       | Gordan               | Parteizugehörigkeit unbekannt   |
| März 1933                | Werner Steinhoff     | DNVP                            |
| April 1933 bis Juli 1935 | Wilhelm Lach         | NSDAP                           |
| Aug. 1935 bis Sep. 1936  | Otto Born            | NSDAP                           |
| Okt. 1936 bis Apr. 1940  | Walter Erbe          | NSDAP                           |
| Mai 1940 bis Apr. 1942   | Walter Brümmel       | NSDAP                           |
| Mai 1942 bis Apr. 1945   | Gerhard Brümel       | NSDAP                           |
| Mai 1945                 | Wilhelm Freitag      | SPD                             |
| Mai 1945 bis Aug. 1946   | Willi Kohl           | KPD/SED                         |
| Aug. 1946 bis Okt. 1946  | Paul Letsch          | SED                             |
| Dez. 1946 bis Dez. 1948  | Erich Bab            | SPD                             |
| Dez. 1948 bis Sep. 1956  | Wilhelm Thiele       | SED                             |
| Sep. 1956 bis Sep. 1976  | Kurt Goldberg        | SED                             |
| Sep. 1976 bis Mai 1984   | Horst Kreuter        | SED                             |
| Mai 1984 bis Febr. 1990  | Gottfried Kroschwald | SED                             |
| Feb. 1990 bis Mai 1990   | Ulrich Fahl          | CDU                             |
| Juni 1990 bis Mai 1992   | Benno Hasse          | parteilos Bündnis 90/Die Grünen |
| Mai 1992 bis Dez. 1996   | Gerhard Keil         | SPD                             |
| Dez. 1996 bis Dez. 2000  | Joachim Zeller       | CDU                             |

## Sehenswürdigkeiten
Als von Weitem sichtbare Landmarke stellt der Berliner Fernsehturm in der Nähe des Alexanderplatzes das Zentrum von Berlin-Mitte dar, an dessen Fuß das Rote Rathaus steht. Beginnend mit der Schlossbrücke am Berliner Schloss (Humboldt Forum) befinden sich an der Prachtstraße Unter den Linden zahlreiche Gebäude: Das Kronprinzenpalais, die Staatsoper, die Neue Wache und die Humboldt-Universität. Das Brandenburger Tor bildet am Pariser Platz die Grenze zum Großen Tiergarten.

Boulevard Unter den Linden
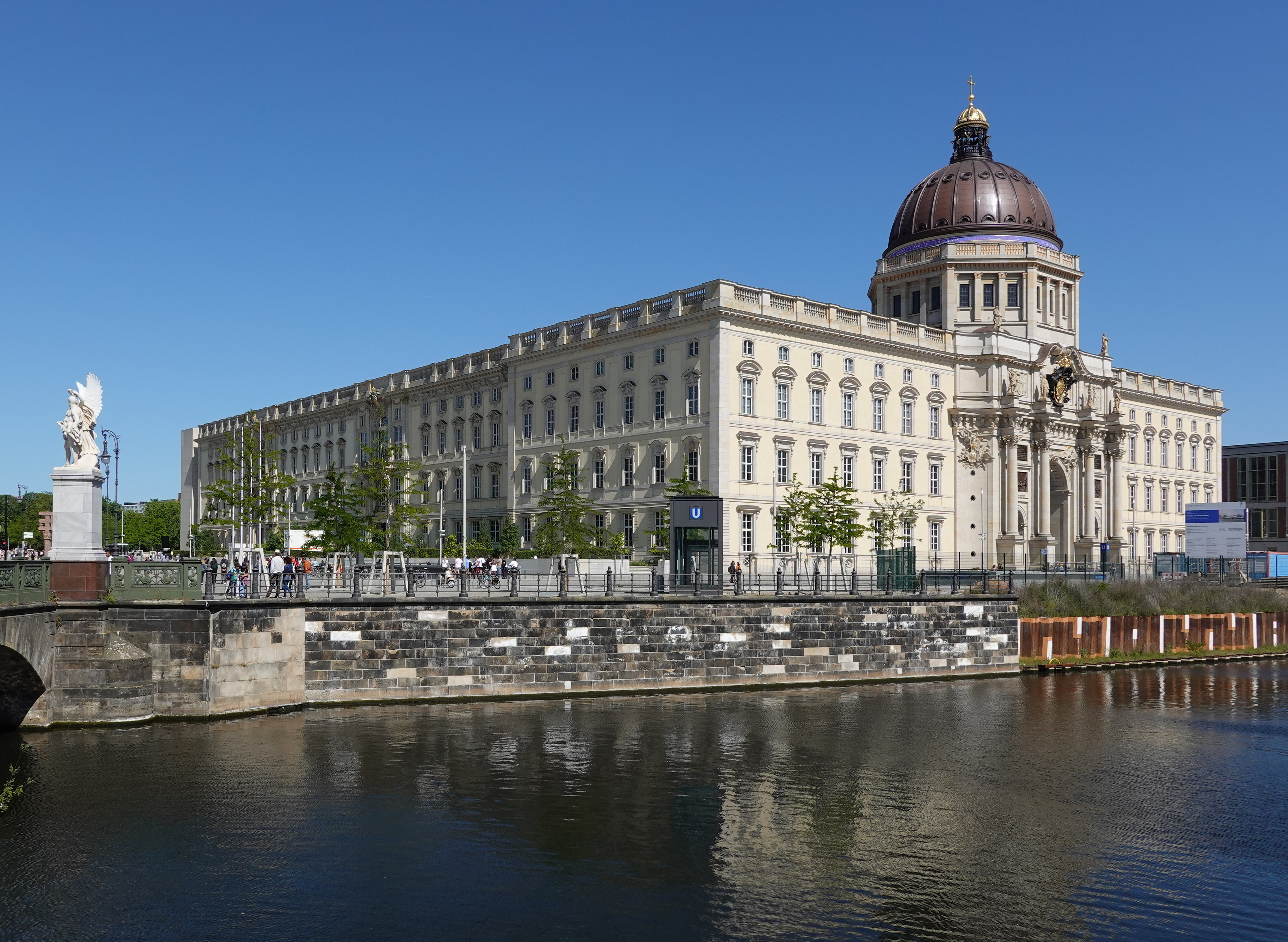
Berliner Schloss (Humboldt Forum)
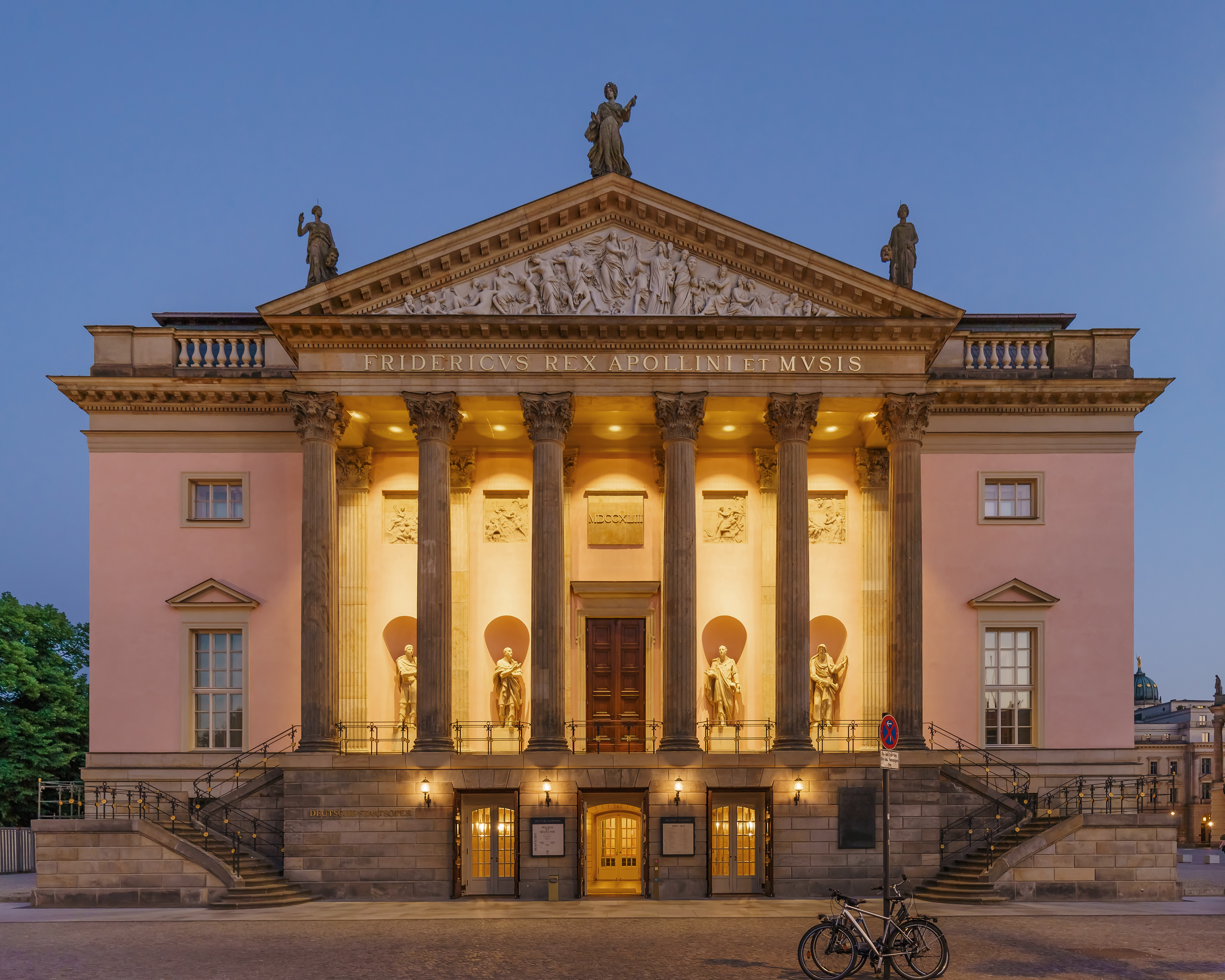
Staatsoper Unter den Linden
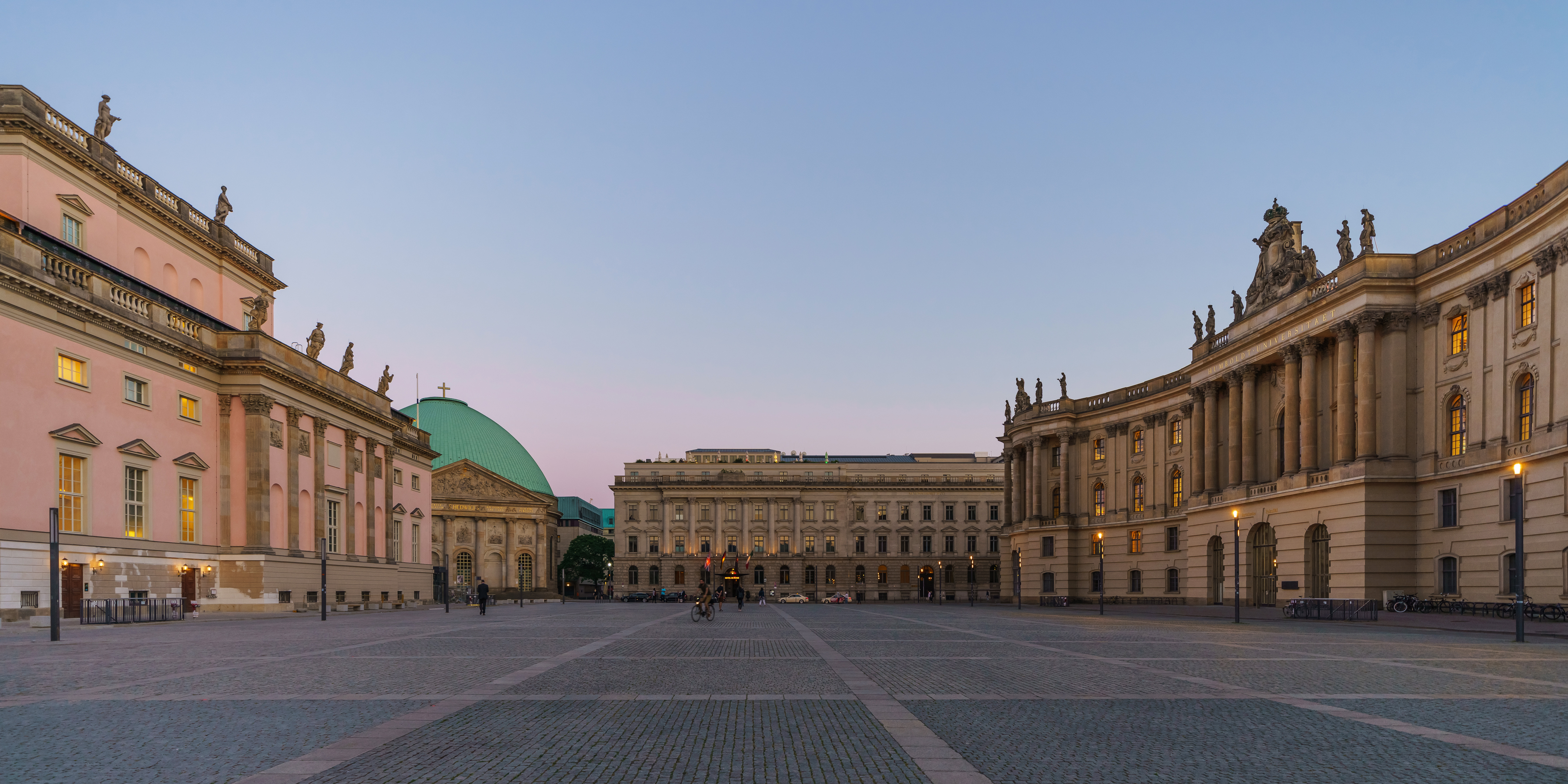
Bebelplatz
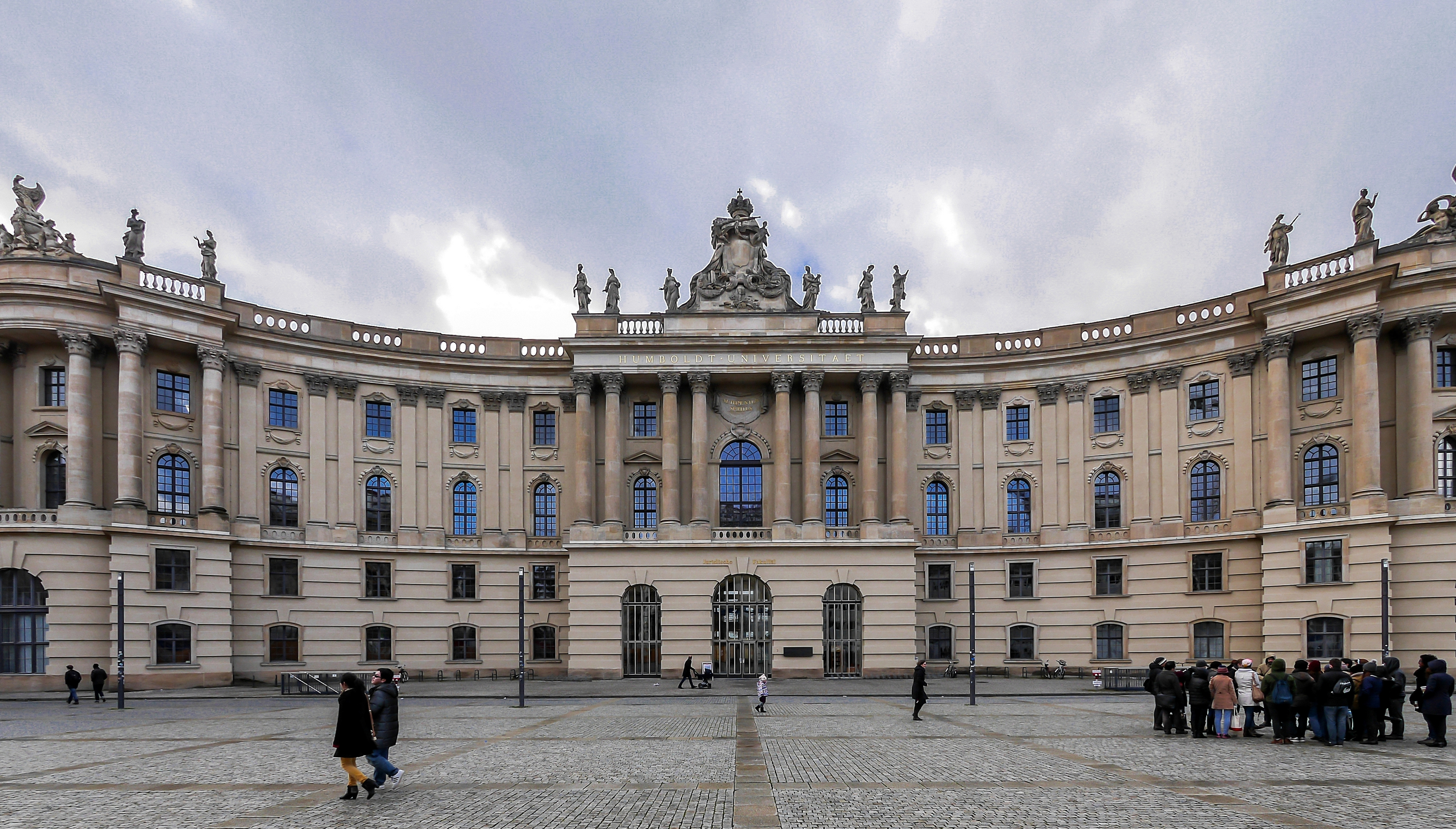
Juristische Fakultät der Humboldt-Universität im Gebäude der Alten Bibliothek
Pariser Platz mit dem Brandenburger Tor

Auf der Museumsinsel befindet sich die historische Keimzelle der Berliner Museumslandschaft und mit folgenden Museen: Alte Nationalgalerie, Pergamonmuseum, Altes Museum, Bode-Museum und Neues Museum. Weitere bedeutende Museen in Mitte sind das Deutsche Historische Museum im Zeughaus, das Museum für Naturkunde und das Märkische Museum.

Museumsinsel
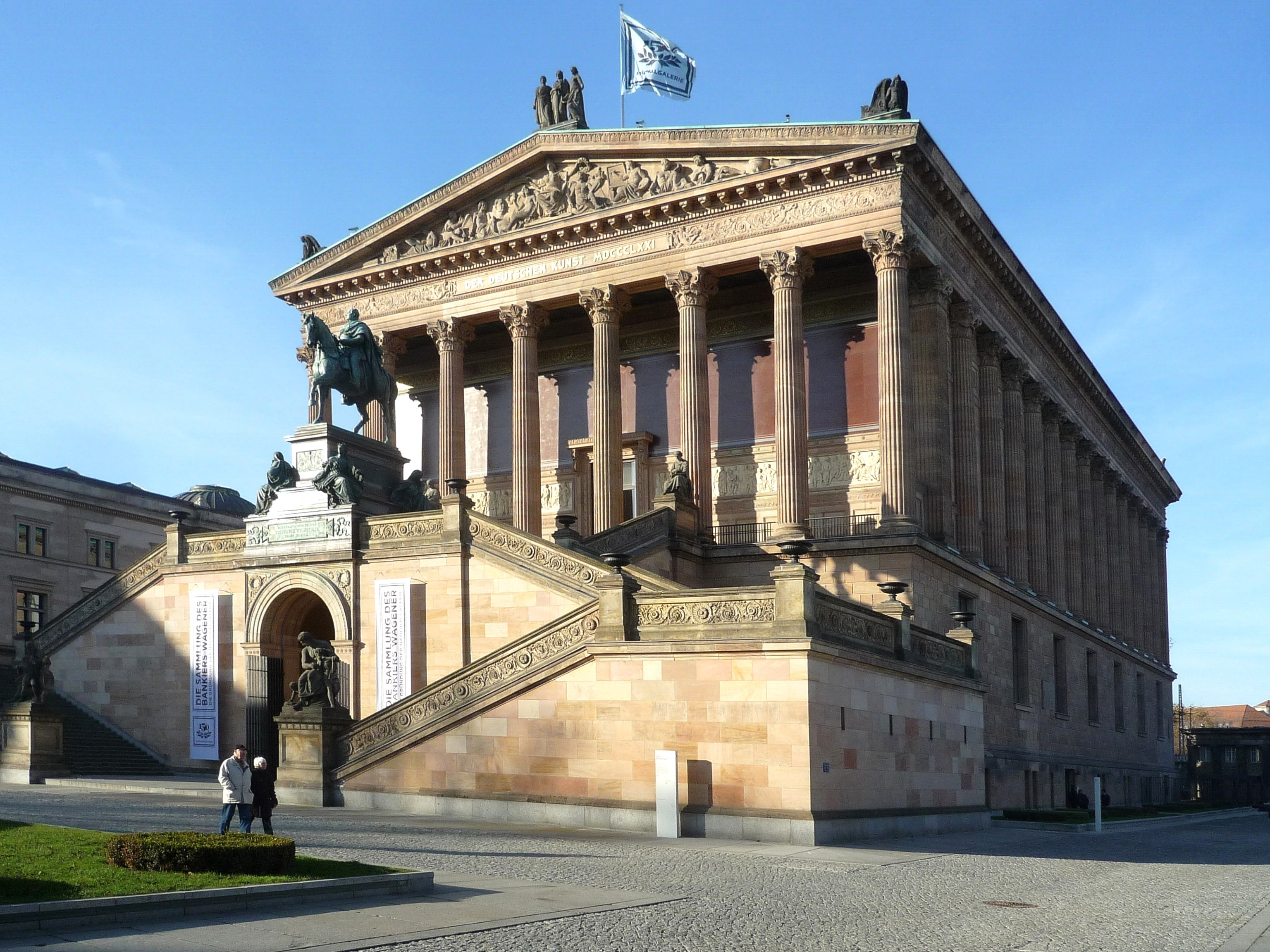
Alte Nationalgalerie
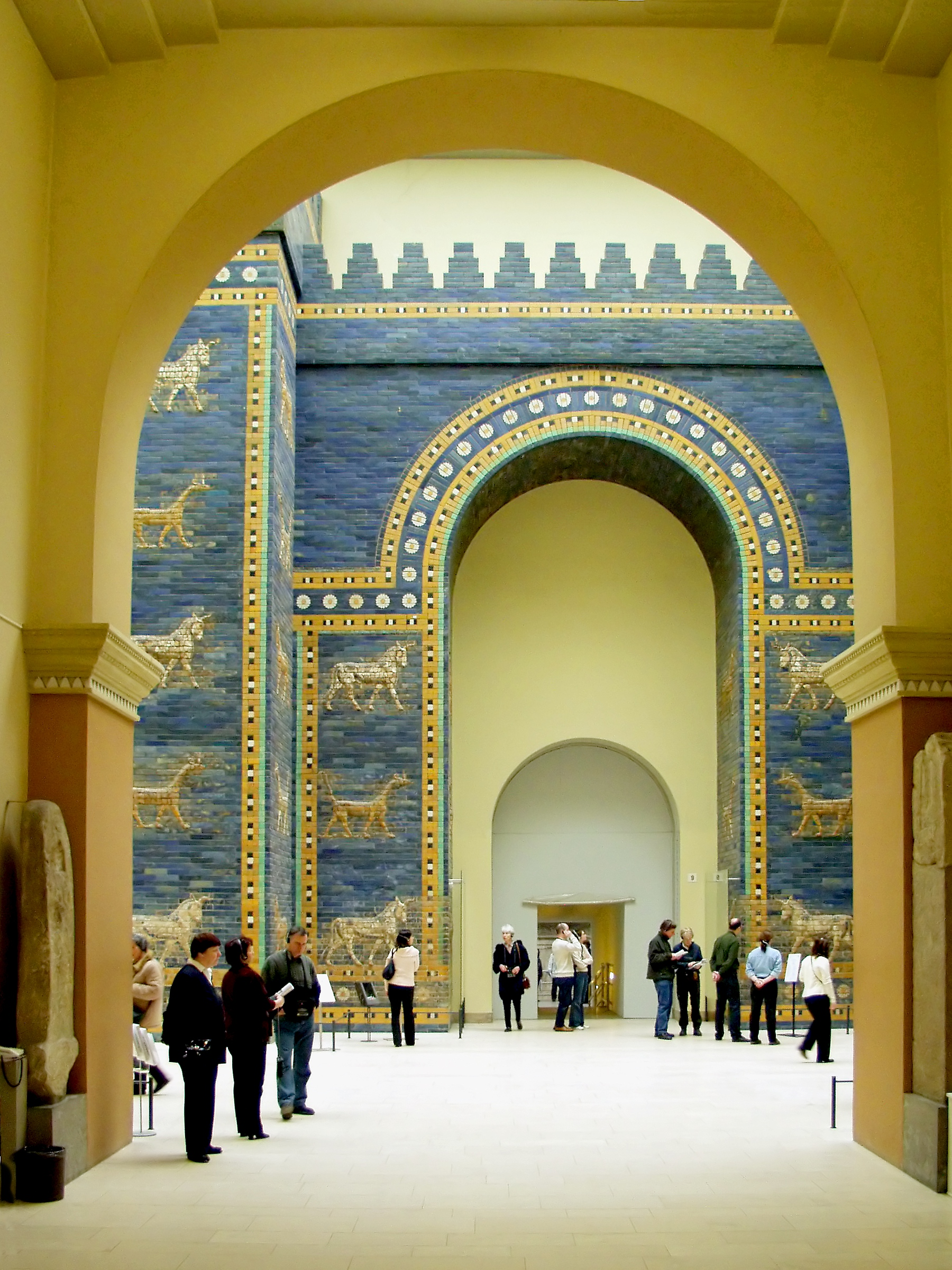
Ischtar-Tor im Pergamonmuseum
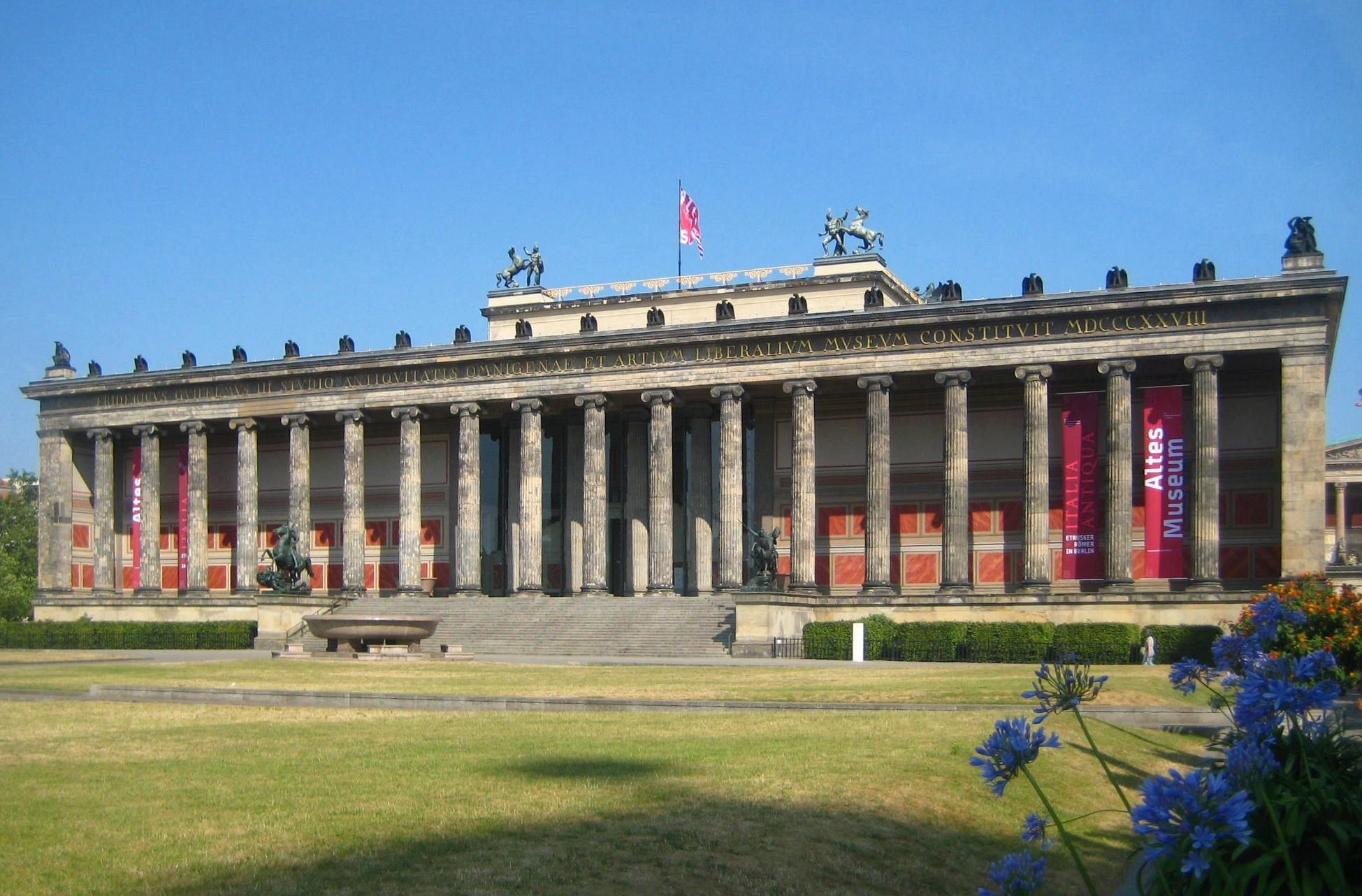
Altes Museum
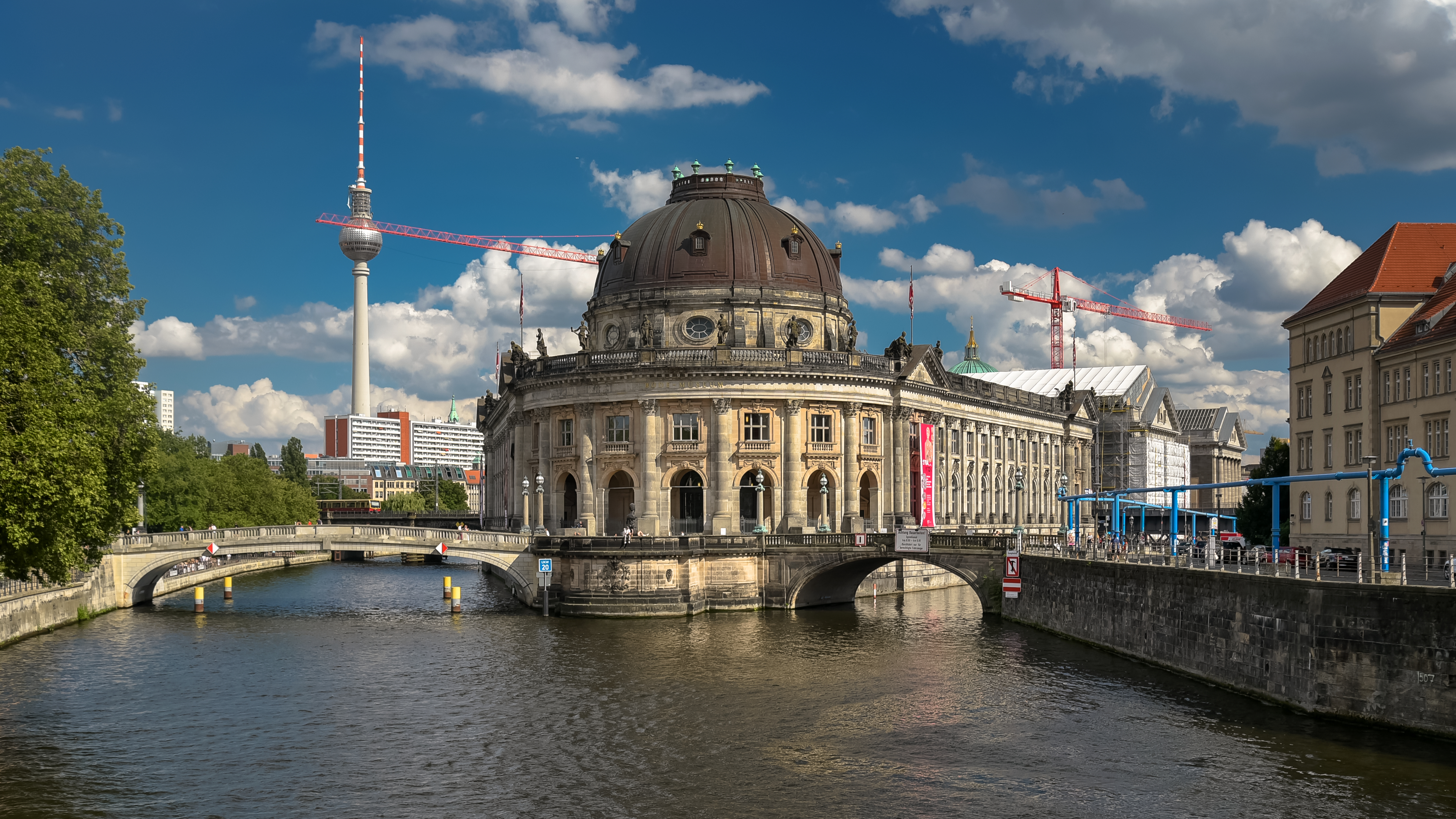
Bode-Museum
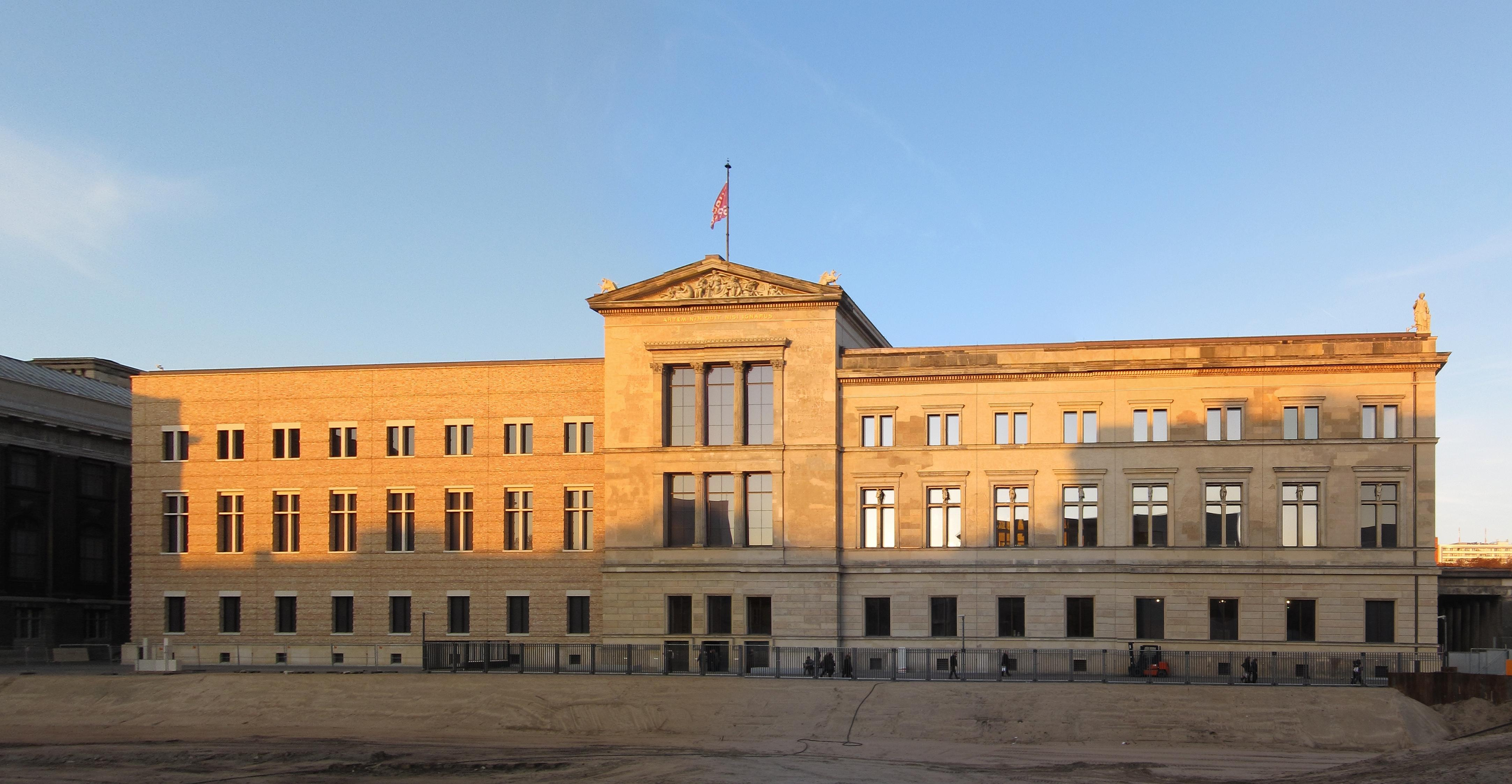
Neues Museum
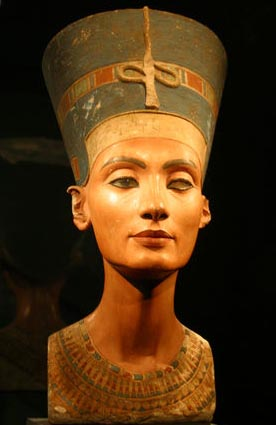
Büste der Nofretete im Neuen Museum

Als bedeutende Bauten stehen am Gendarmenmarkt der Deutsche und der Französische Dom.

Gendarmenmarkt
Deutscher Dom
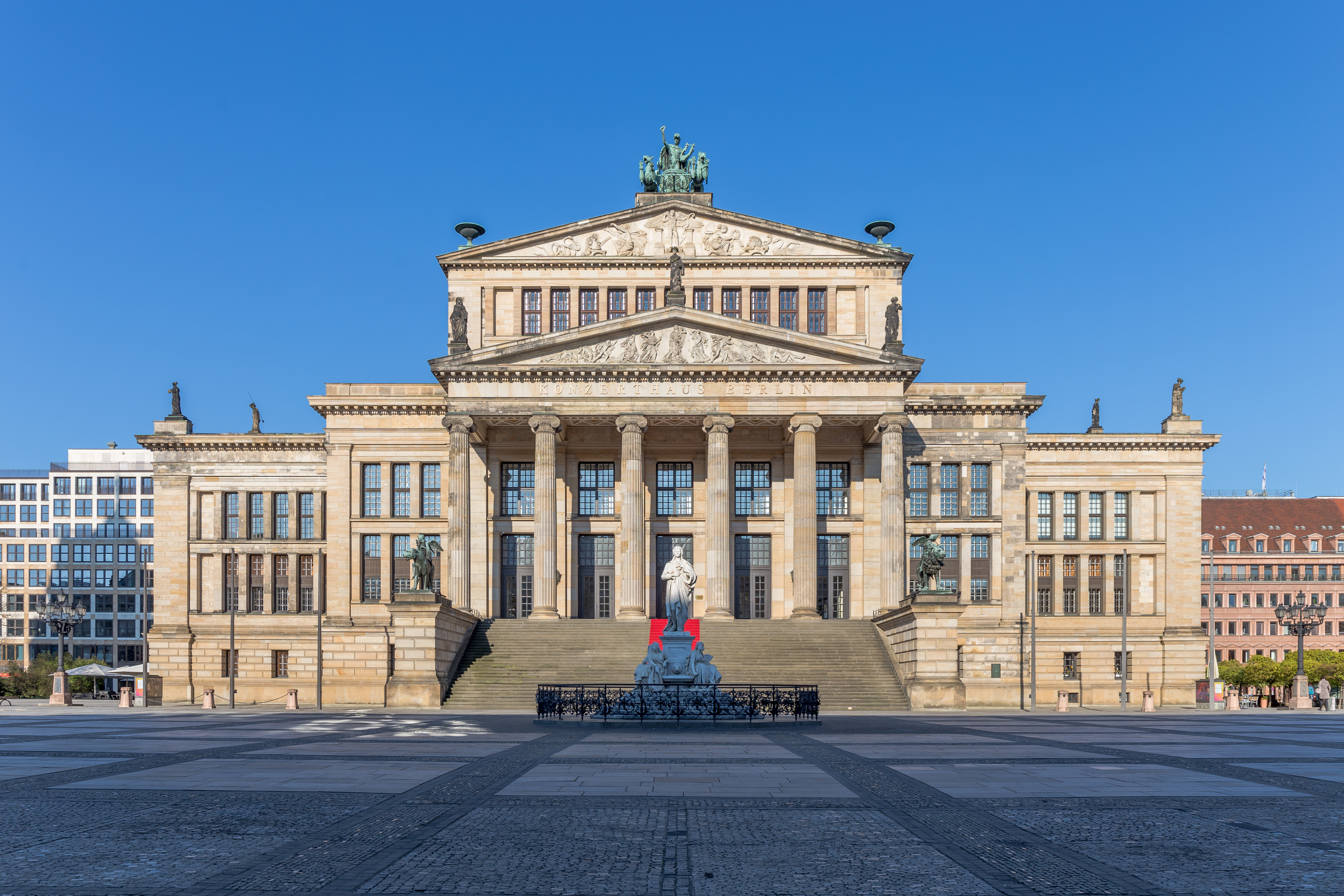
Konzerthaus
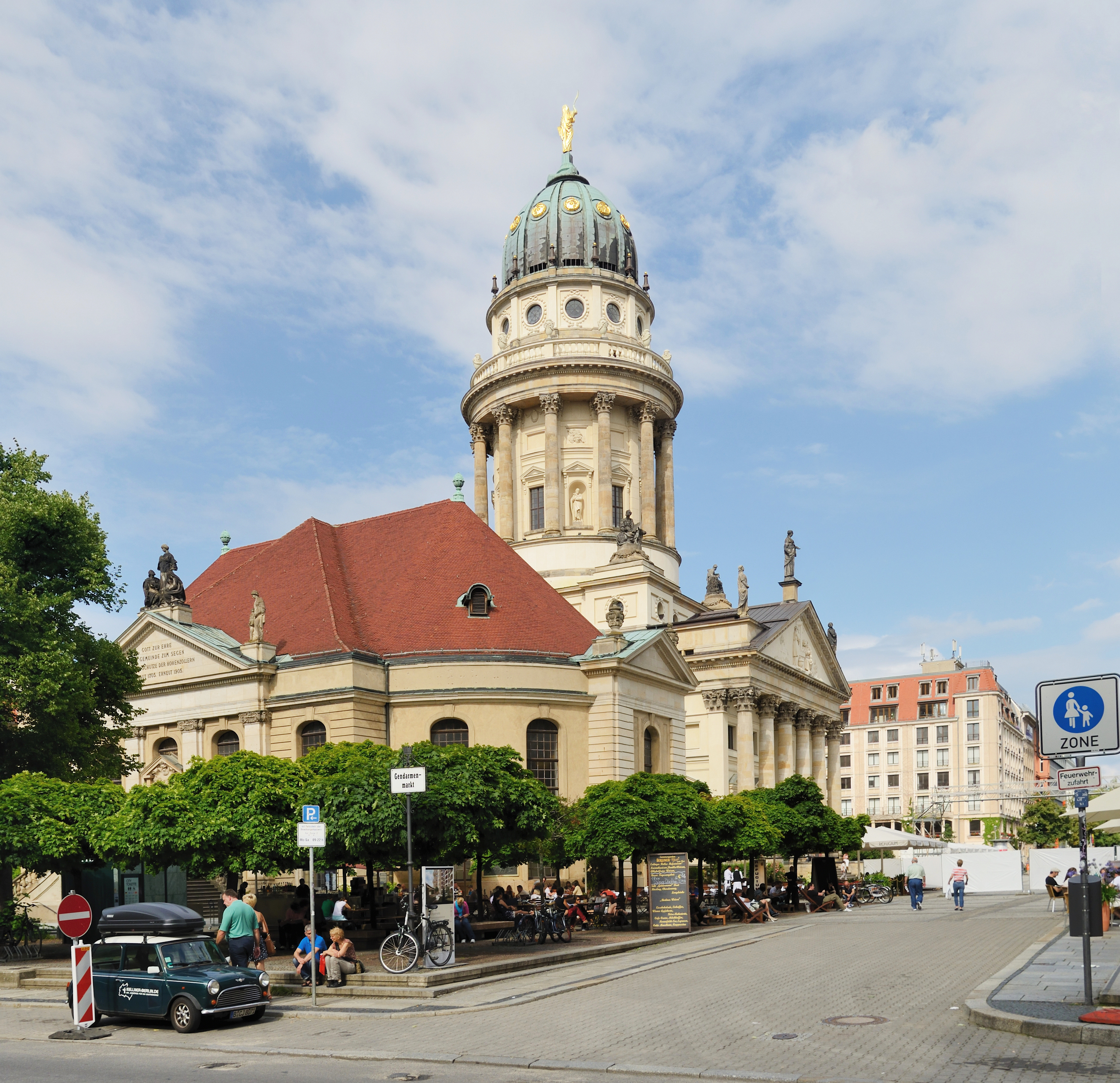
Französischer Dom

Im Bereich der Friedrichstraße und der Oranienburger Straße finden sich der Friedrichstadt-Palast und die Neue Synagoge sowie die Hackeschen Höfe.
Als Sakralbauten sind folgende bekannt: Berliner Dom, Evangelisch-Lutherische Kirche Berlin, Französische Friedrichstadtkirche, Friedrichswerdersche Kirche (heute als Schinkelmuseum genutzt), Nikolaikirche, Sankt-Hedwigs-Kathedrale, Marienkirche, Sankt-Michael-Kirche, Sophienkirche, Parochialkirche (Singkirche), Französischer Dom, Deutscher Dom (heute: Museum der Geschichte der Demokratie in Deutschland), Kapelle der Versöhnung und die Zionskirche.

Sakralgebäude in Berlin-Mitte
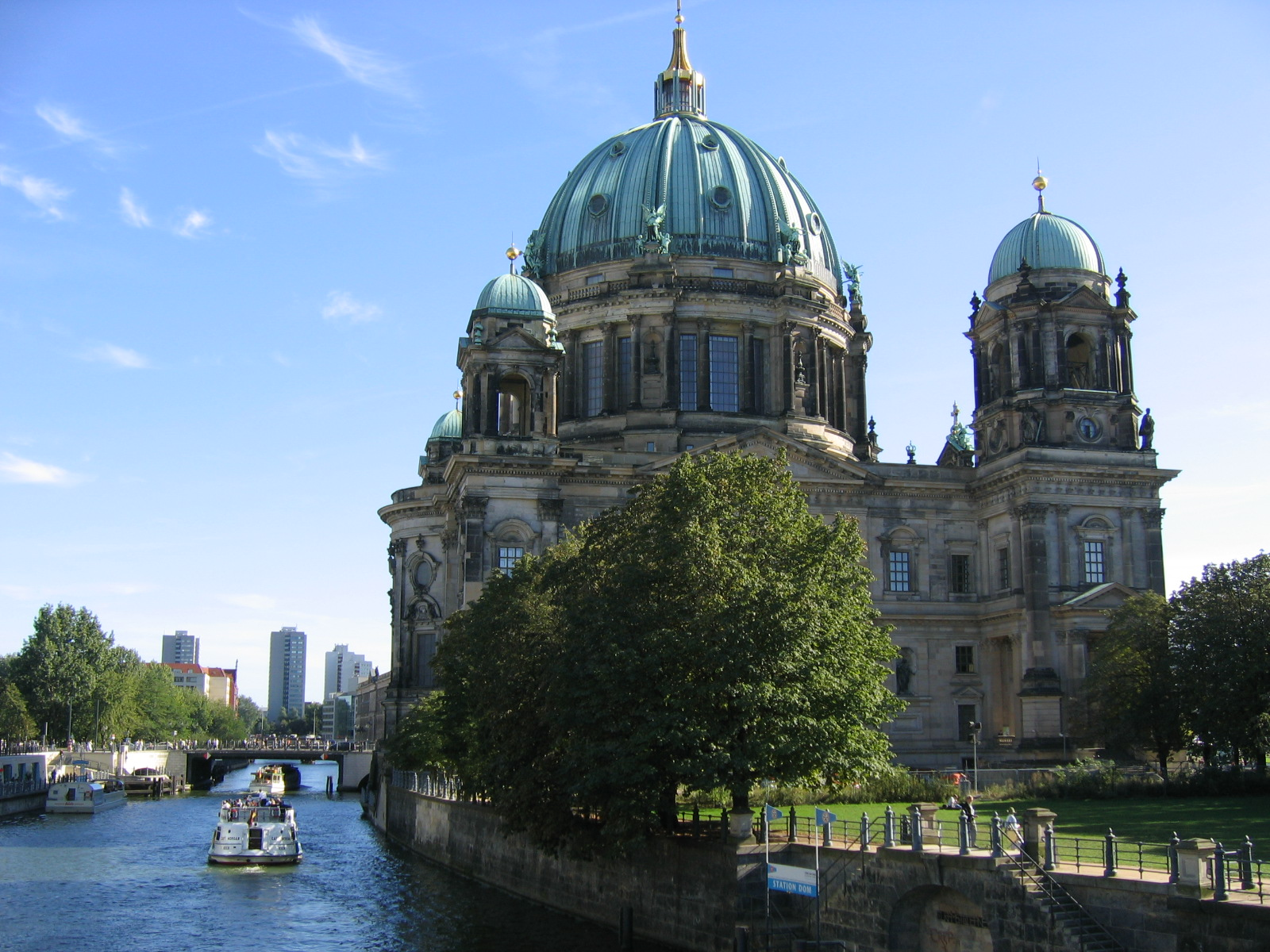
Berliner Dom, größte Kirche Berlins
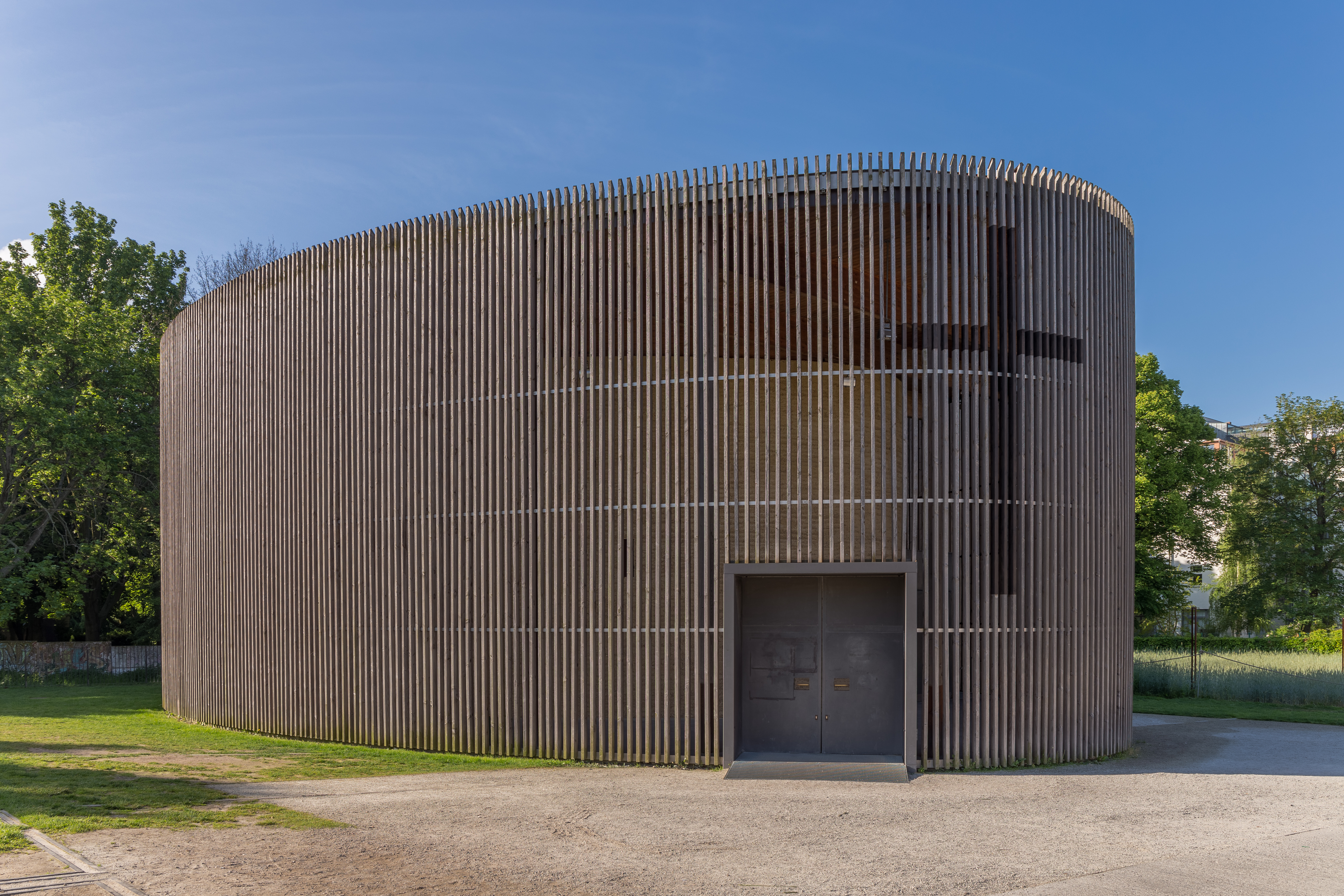
Kapelle der Versöhnung, Teil der Gedenkstätte Berliner Mauer
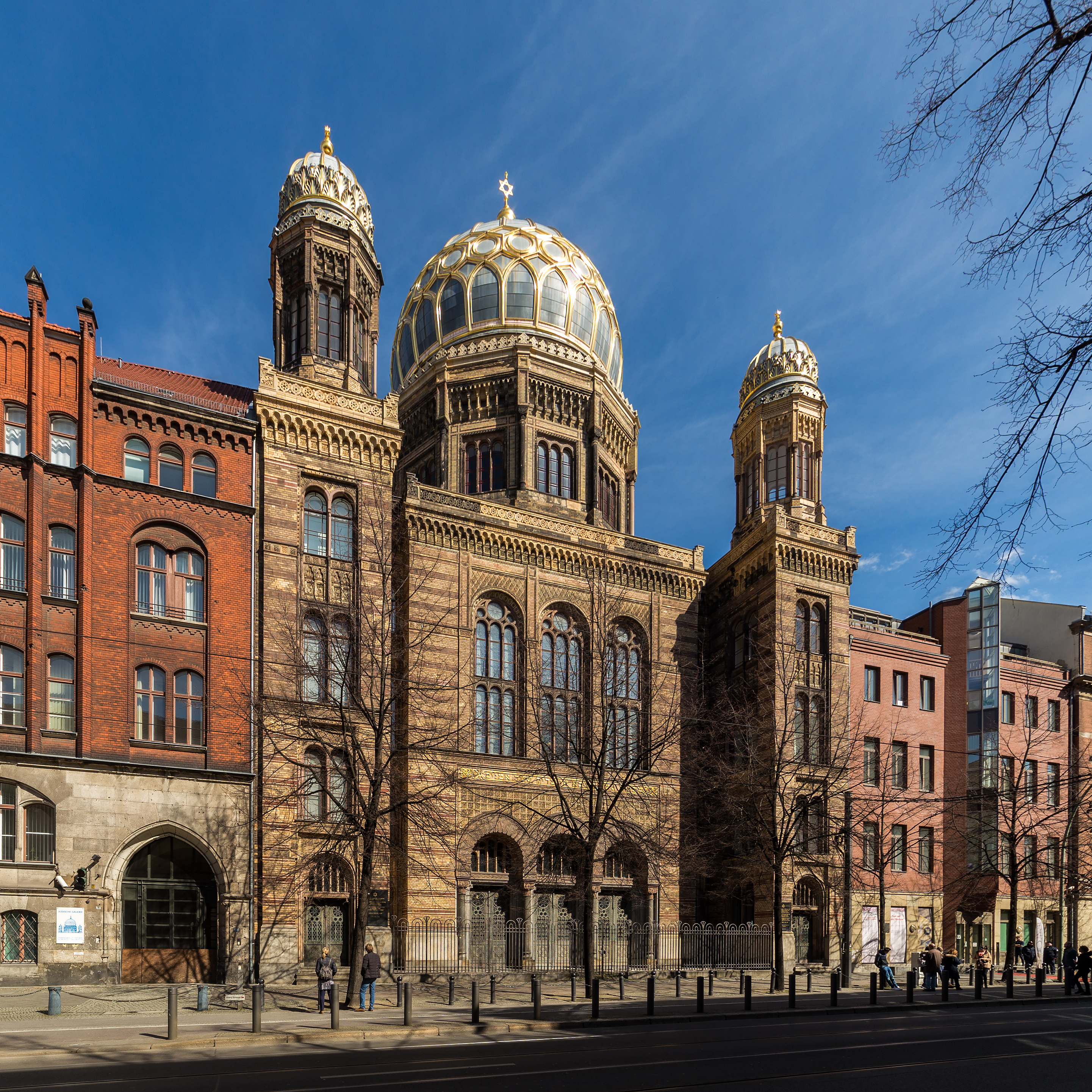
Neue Synagoge
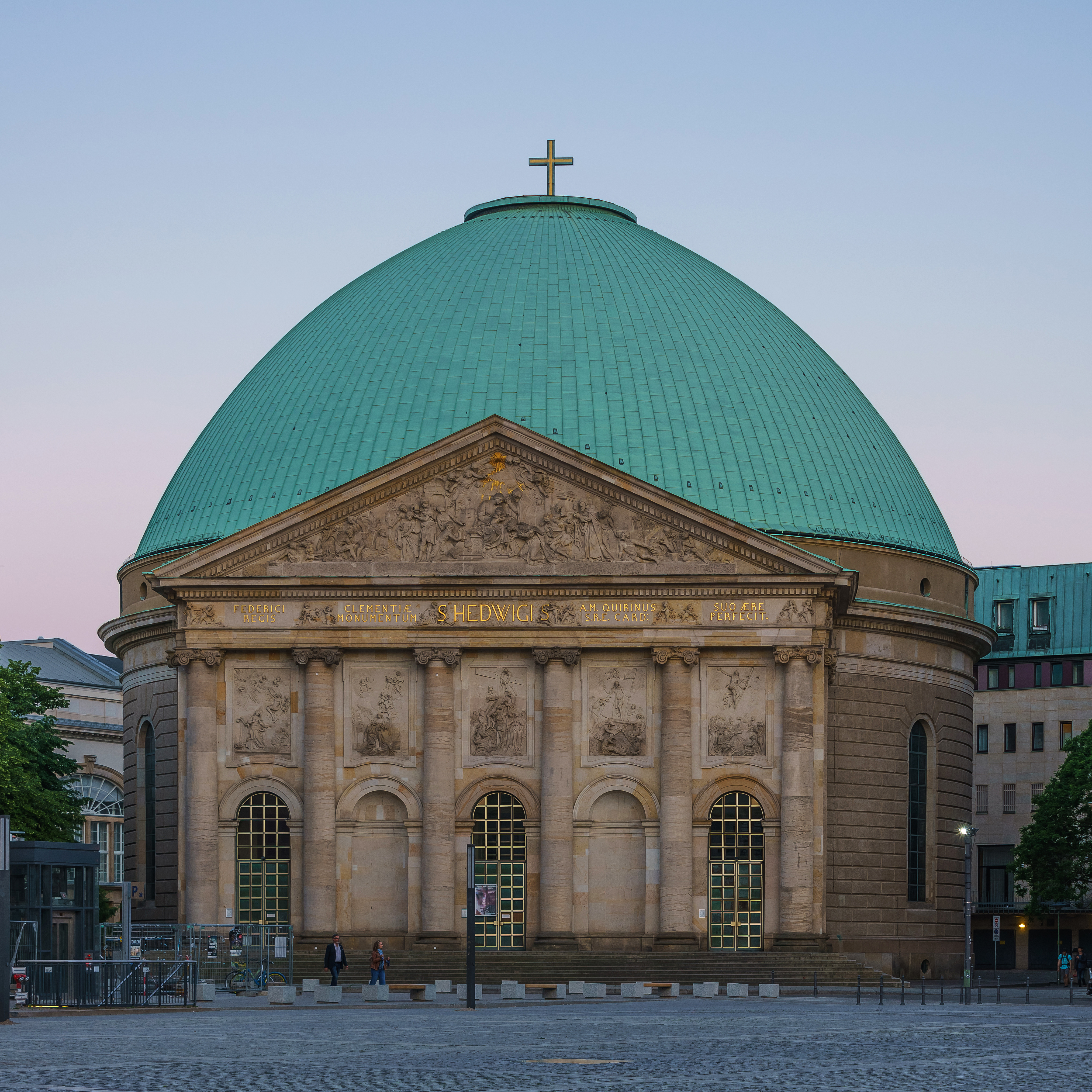
Sankt-Hedwigs-Kathedrale, katholische Hauptkirche Berlins

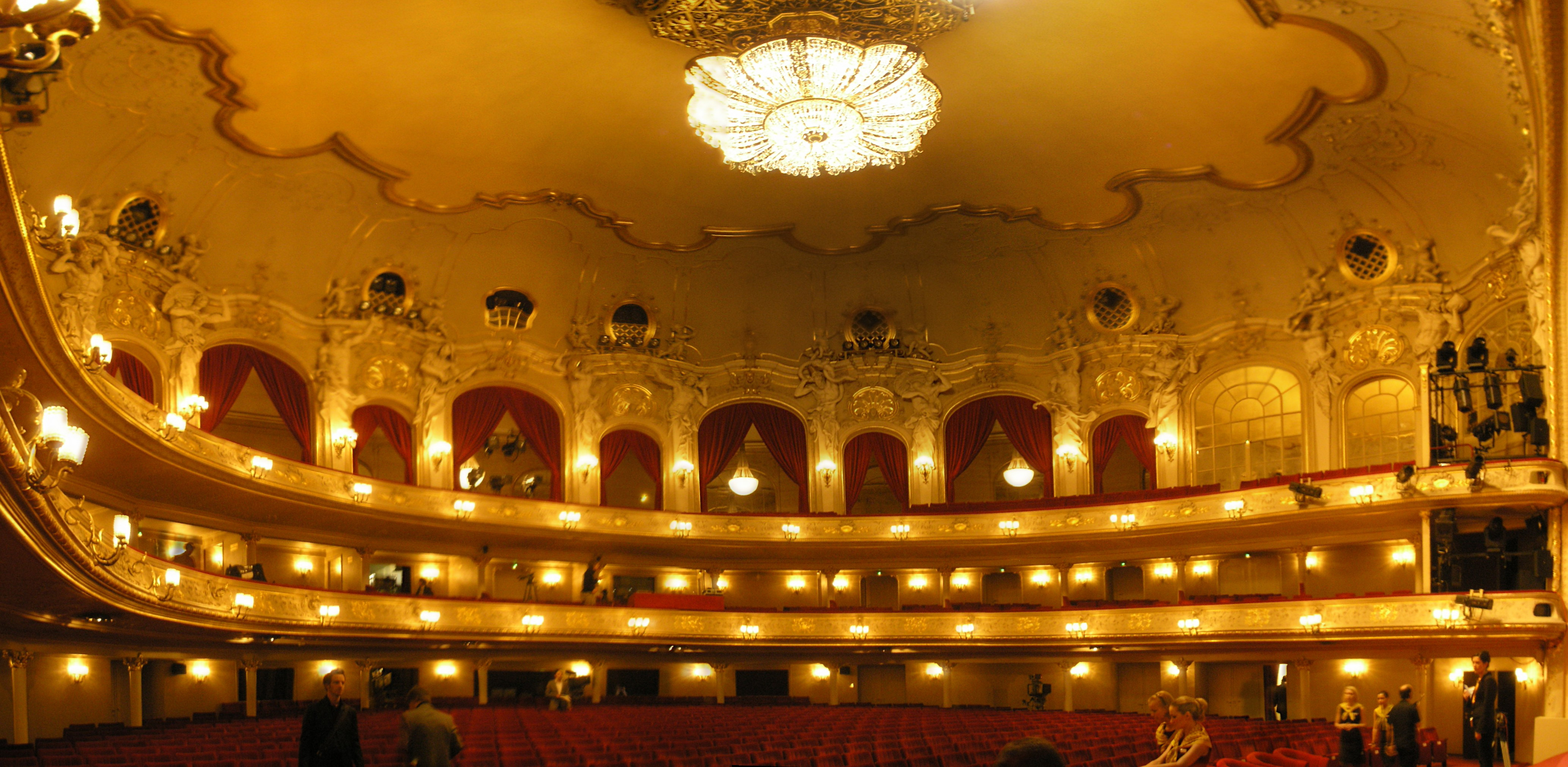
Komische Oper

Folgende Theater sind in Mitte ansässig: das Berliner Ensemble, das Deutsche Theater (mit Kammerspielen), die Volksbühne, die Komische Oper, das Konzerthaus (früher bekannt als „Schauspielhaus“), der Friedrichstadt-Palast, das Varietétheater Chamäleon in den Hackeschen Höfen, das Kabarett Die Distel sowie das Maxim-Gorki-Theater/Sing-Akademie, das Theaterhaus Berlin als zentraler Produktions- und Kommunikationsort für freie darstellende Künste, das Kleine Theater Berlin-Mitte und der Theaterdiscounter. Überregionales Medien- und Theaterfestival ist das jährlich stattfindende Neuropolis.
Darüber hinaus besitzt Mitte weitere erwähnenswerte Bauten und Anlagen: Das St.-Hedwig-Krankenhaus von 1846, die Charité, den Dorotheenstädtischen, den Invalidenfriedhof und den Jüdischen Friedhof, das Nikolaiviertel sowie das Scheunenviertel.

## Verkehr

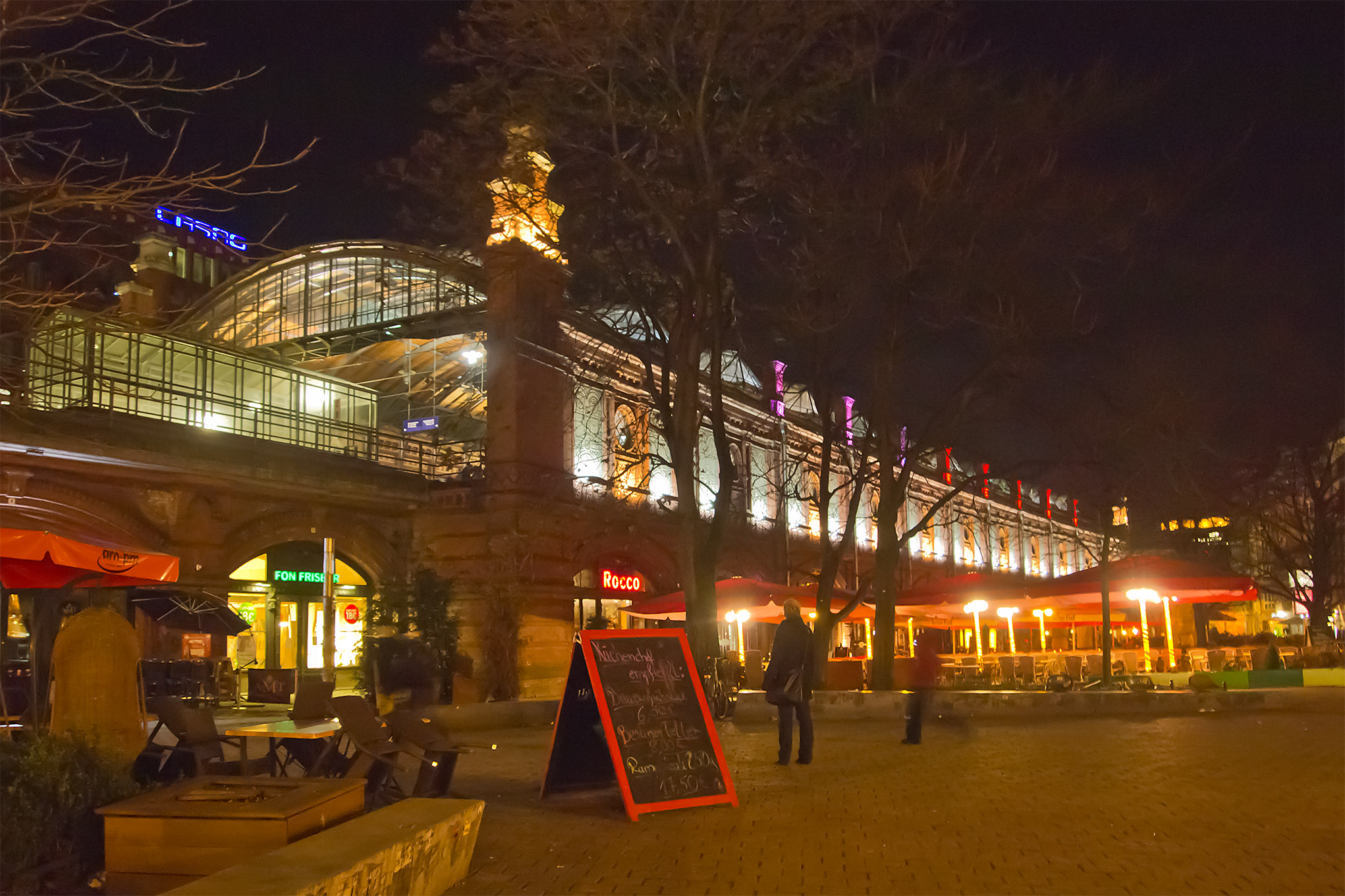
S-Bahnhof Hackescher Markt

### Schienenverkehr
In Ost-West-Richtung verläuft die 1882 fertiggestellte Berliner Stadtbahn auf gemauerten Viaduktbögen und Brücken durch die Stadtmitte. Regionalbahnhöfe sind Alexanderplatz und Friedrichstraße. Bis 1990 war der Bahnhof Friedrichstraße Grenzbahnhof zwischen Ost- und West-Berlin. Die Züge aus dem Ost- und Westnetz endeten auf getrennten Bahnsteigen, alle Fernzüge in die Bundesrepublik hielten hier und wurden kontrolliert. Die Züge der unterirdischen Nord-Süd-S-Bahn hielten am Tiefbahnsteig zum Umstieg für Fahrgäste aus West-Berlin zur U-Bahn-Linie U6 und zur S-Bahn Richtung Westen. Für Ost-Berliner und DDR-Bürger ohne Visum war dieser Bahnsteig und auch der U-Bahnhof nicht erreichbar.
Seit der politischen Wende fährt die S-Bahn wieder durchgehend, und an allen zwischen 1961 und 1990 geschlossenen Bahnhöfen halten die S-Bahn- und U-Bahn-Züge wieder. Neben der Nord-Süd-U-Bahn-Linie U6 (Alt-Tegel–Alt-Mariendorf) verkehrt die Linie U8 unter dem Alexanderplatz, der auch von der Linie U5 (nach Hönow) und der U2 (Ruhleben–Pankow) bedient wird. Die Bahnhöfe der Linie U2 gelten neben denen der U3 als schönste U-Bahnhöfe Berlins, die bereits 1908 bzw. 1913 eröffnet wurden. Die kurze U-Bahn-Linie U55 vom Hauptbahnhof zum S+U-Bahnhof Brandenburger Tor wurde 2009 eröffnet und bis zum 17. März 2020 betrieben. Sie hatte zunächst keine Verbindung zum restlichen U-Bahn-Netz. Am 4. Dezember 2020 ging sie in der Linie U5 auf.
| S-Bahnhöfe der Stadtbahn - Friedrichstraße - Hackescher Markt (bis 1992: Marx-Engels-Platz) - Alexanderplatz - Jannowitzbrücke | S-Bahnhöfe der Nord-Süd-Bahn - Nordbahnhof - Oranienburger Straße - Friedrichstraße - Brandenburger Tor (bis 2009: Unter den Linden) - Potsdamer Platz |

| U-Bahnhöfe der Linie U2 - Rosa-Luxemburg-Platz - Alexanderplatz - Klosterstraße - Märkisches Museum - Spittelmarkt - Hausvogteiplatz - Stadtmitte - Mohrenstraße - Potsdamer Platz U-Bahnhöfe der Linie U5 - Schillingstraße - Alexanderplatz - Rotes Rathaus - Museumsinsel - Unter den Linden - Brandenburger Tor | U-Bahnhöfe der Linie U6 - Schwartzkopffstraße (bis 1991: Stadion der Weltjugend) - Naturkundemuseum (bis 2009: Zinnowitzer Straße) - Oranienburger Tor - Friedrichstraße - Unter den Linden - Stadtmitte U-Bahnhöfe der Linie U8 - Bernauer Straße - Rosenthaler Platz - Weinmeisterstraße - Alexanderplatz - Jannowitzbrücke - Heinrich-Heine-Straße |

### Individualverkehr
Am Westufer der Spree steht das Zeughaus, von dem sich die Straße Unter den Linden mit vielen Prachtbauten zum Pariser Platz mit dem Brandenburger Tor erstreckt. Etwas weiter südlich spannt sich vom Molkenmarkt die Leipziger Straße zum Potsdamer Platz. Nördlich der Spreeinsel erstreckt sich die Oranienburger Straße von den Hackeschen Höfen bis zum Oranienburger Tor. Dort beginnt die Friedrichstraße, die nach Süden durch den gesamten Ortsteil verläuft.